# Conquête de la Sibérie

Expansion territoriale de la Russie entre 1300 et 1945.

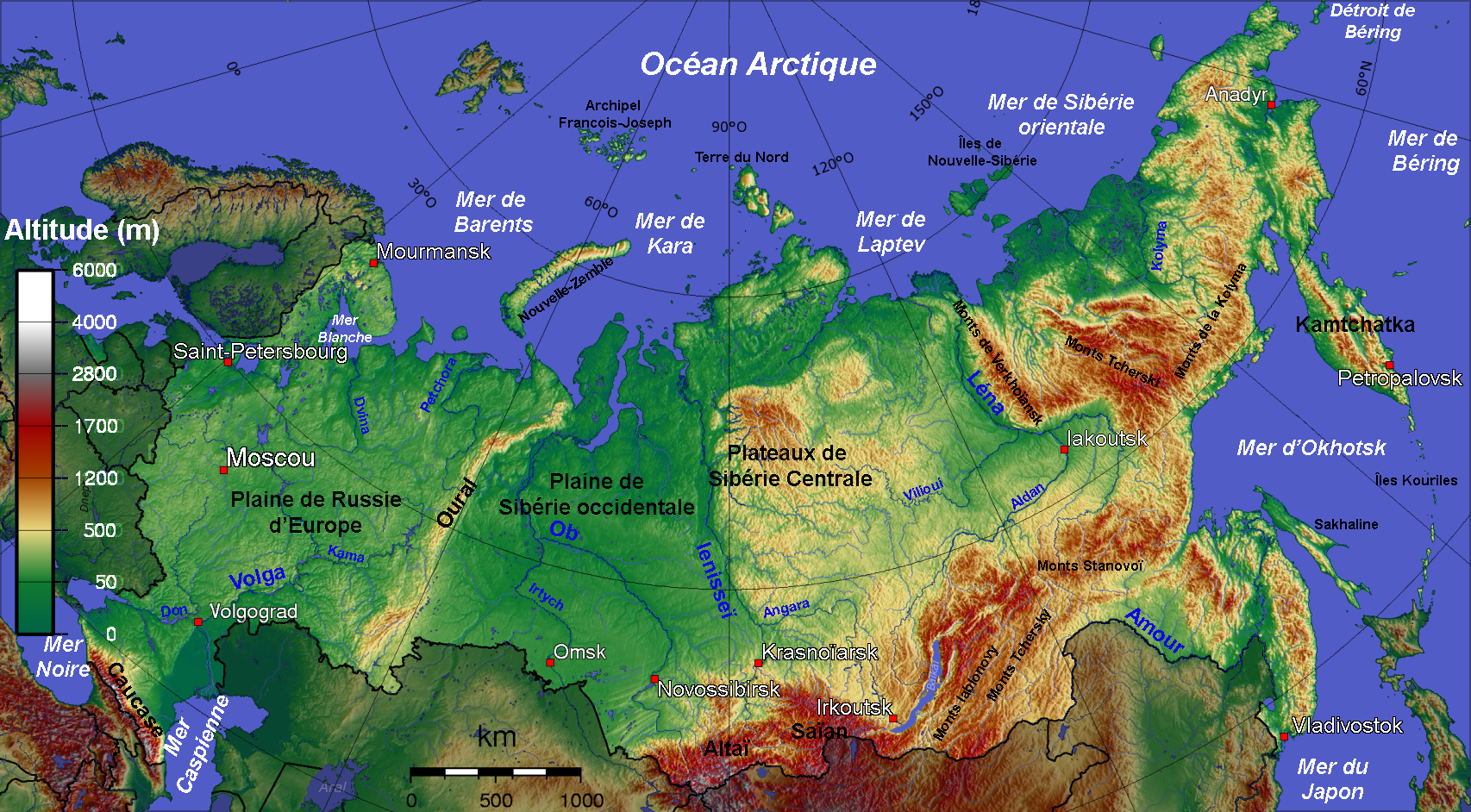
Carte physique de la Russie.

La conquête de la Sibérie est le processus de colonisation, par des populations majoritairement d'origine russe européenne, et encouragé par le gouvernement du tsarat de Russie puis de l'Empire russe, entre le XVIe et le XXe siècle, sur d'immenses territoires jusque-là habités par des peuples sibériens.
De la fondation de la grande-principauté de Moscou en 1328 à sa disparition en 1547 pour former le tsarat de Russie, Moscou conquiert d'abord les principautés slaves voisines, en établissant d'abord une protection à l'Ouest. À partir du règne d'Ivan IV le Terrible, les attentions se dirigent désormais vers l'Est, où aucun pays européen ne peut se dresser face au nouvellement formé tsarat de Russie, proclamé par Ivan IV. Ce dernier reste d'abord en Europe, soumettant tour à tour le khanat de Kazan avec la prise de Kazan en 1552, le territoire des Maris en 1585 avec l'achèvement de la troisième guerre des Maris. En parallèle, Ivan IV pousse vers le sud, en annexant le khanat d'Astrakhan en 1556. La Russie se résume alors à la Russie européenne, confinée entre le Caucase au sud, la mer Blanche au nord et la chaîne de l'Oural à l'est.

## Histoire

### Contexte
C'est seulement aux Ve et VIe siècles, à l'époque des grandes migrations qu'apparaissent, sur les territoires actuels de la Russie, de la Biélorussie, et de l'Ukraine, les Slaves orientaux, parlant des langues slaves orientales, sans que l'on connaisse avec certitude le sort des populations antérieures non-slaves (chassées, asservies, assimilées).
La Rus' de Kiev (882-1240), la plus ancienne entité politique commune à l'histoire des trois États slaves orientaux modernes (Biélorussie, Russie et Ukraine), christianisée (christianisme orthodoxe) entre 900 et 1000, prospère en partie grâce à l'optimum climatique médiéval, puis se désagrège en une multitude de principautés avant de disparaître formellement du fait de l’invasion mongole de la Rus' de Kiev (1223-1240). Les principautés slaves de l'Est issues de cet éclatement parlent le slave oriental commun, dit vieux russe, celui de la Chronique des temps passés, compilée vers 1111-1118, et qui évoque aussi Varègues, Tchoudes, Mériens, et autres peuples finno-ougriens.
Dès avant l'arrivée des civilisations turco-mongoles, la Rus' de Kiev accorde progressivement certaine autonomie aux boyards de la principauté de Polotsk (987–1504), de la principauté de Smolensk (1054–1404), de la principauté de Riazan (1097-1521), de la république de Novgorod (1136–1478), ou de la principauté de Vladimir-Souzdal (1168–1389), pour la partie Nord-Est.
Parmi les principautés slaves médiévales, la république de Novgorod est une des plus performantes dans la colonisation slave du nord-est de la Russie (500-1400), en compagnie des peuples baltes (ou germano-baltes), caréliens, puis varègues, avec le développement de routes commerciales (seigle, lin, houblon, poissons, bétail, fourrures, minerais) par voies d’eau (Volga, Neva, Don), et à l'international avec la Hanse grâce à l'accès à la mer Baltique.
En Russie européenne, l'accès à la mer Blanche est réalisé par les Pomors (d’ascendance norvégienne, éventuellement viking), qui continuent l'exploration viking (qui s'accompagnait de tribut en peaux de bêtes) : Dvina septentrionale, Biarmie, Arkhangelsk. Plus tard, dès le XIe siècle, les Pomors découvrent et maintiennent la route maritime entre Arkhangelsk et la Sibérie. Grâce à leurs navires, les koches, les Pomors pénètrent les régions de l'Oural du Nord et de la Sibérie, où ils fondent le poste de Mangazeïa (1600-1601, incendié en 1662, interdit en 1672), à l'est de la péninsule de Yamal, le plus extrême de leurs établissements marchands (postes d’échange ou de traite). Ces comptoirs permettent d'explorer les voies navigables de Sibérie (en). Cette route commerciale (fourrures et ivoire (défenses de morses)) est interdite en 1619 (pour non-paiement de taxes, et risque d’intrusions commerciales étrangères non contrôlables), pour l'océan arctique. Par les fleuves, les Pomors commercent avec la Transbaïkalie et la Chine.

L'Europe en 814
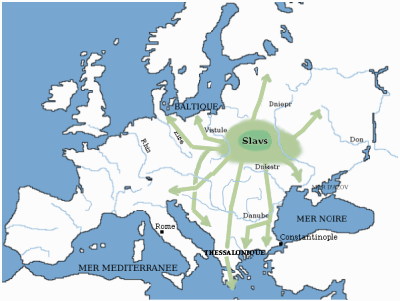
Origine et expansion des Slaves (Ve – Xe siècles)
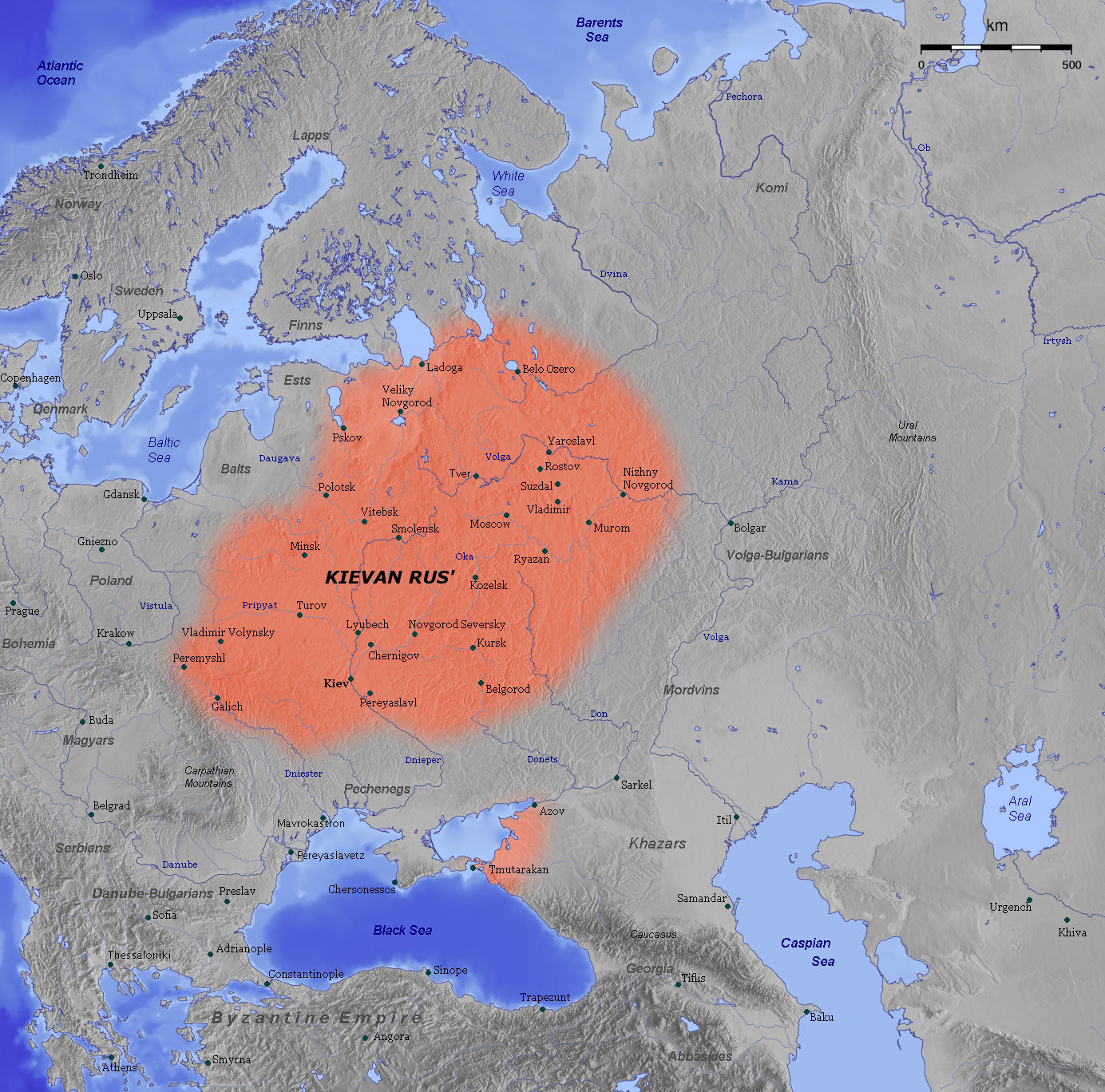
Localisation de la Rus' de Kiev
Les langues slaves en Europe aujourd'hui

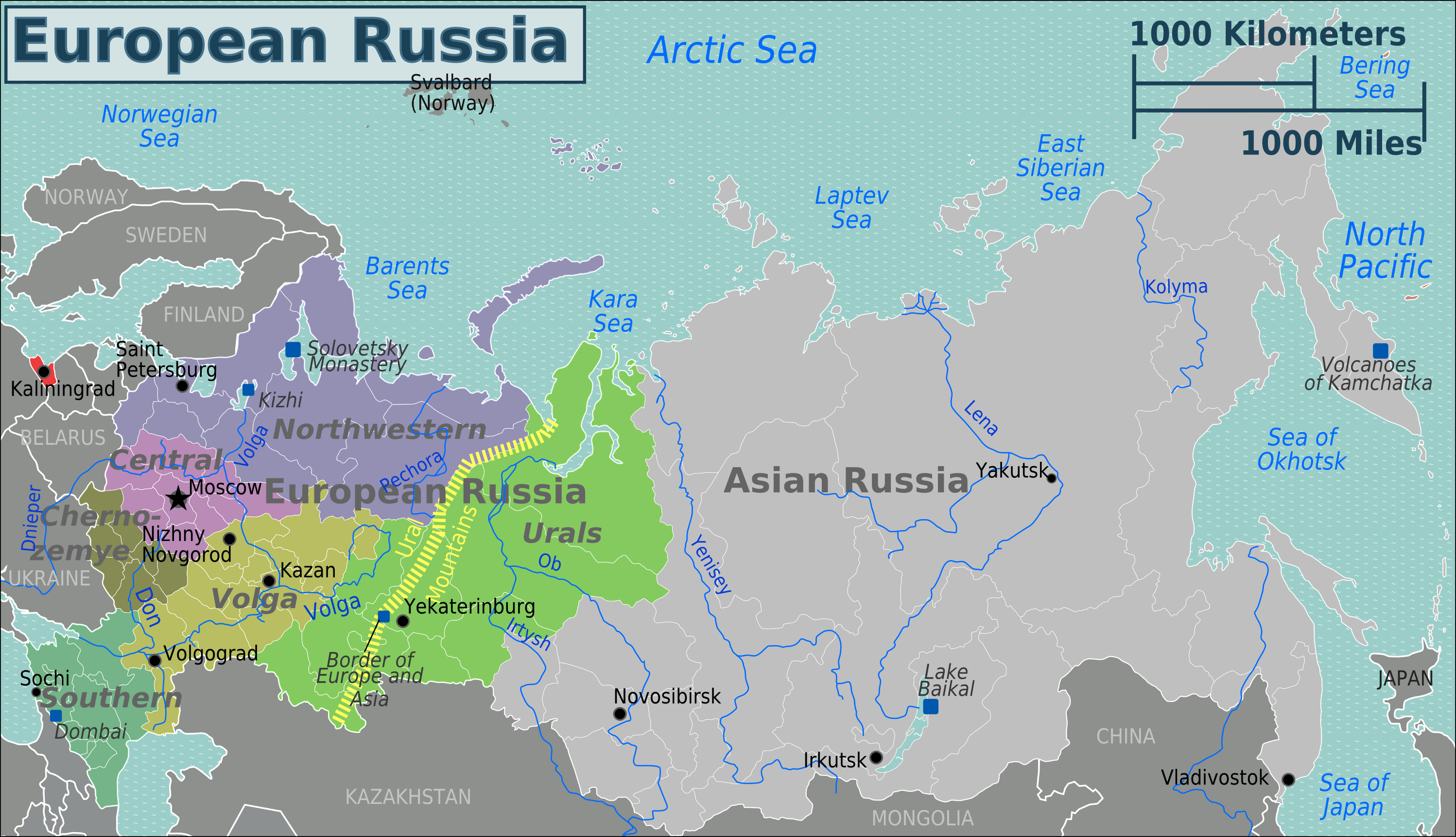
Carte schématique de la Russie
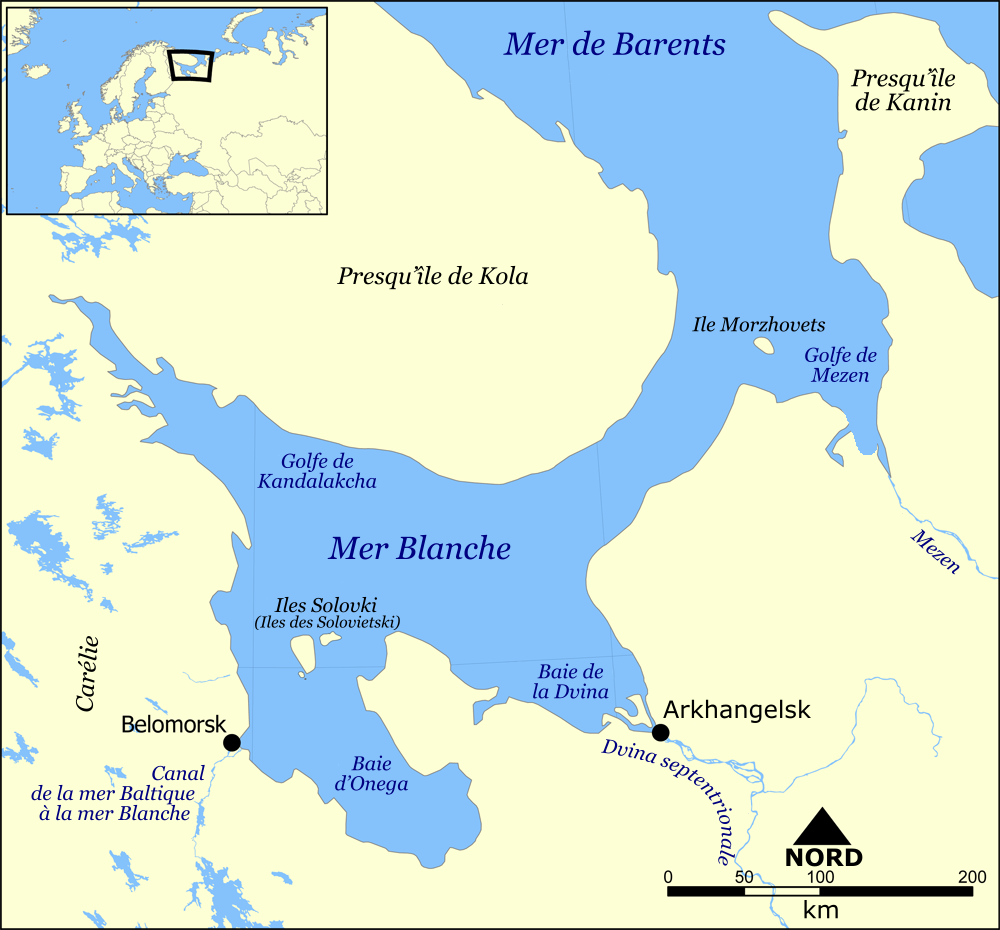
Mer Blanche
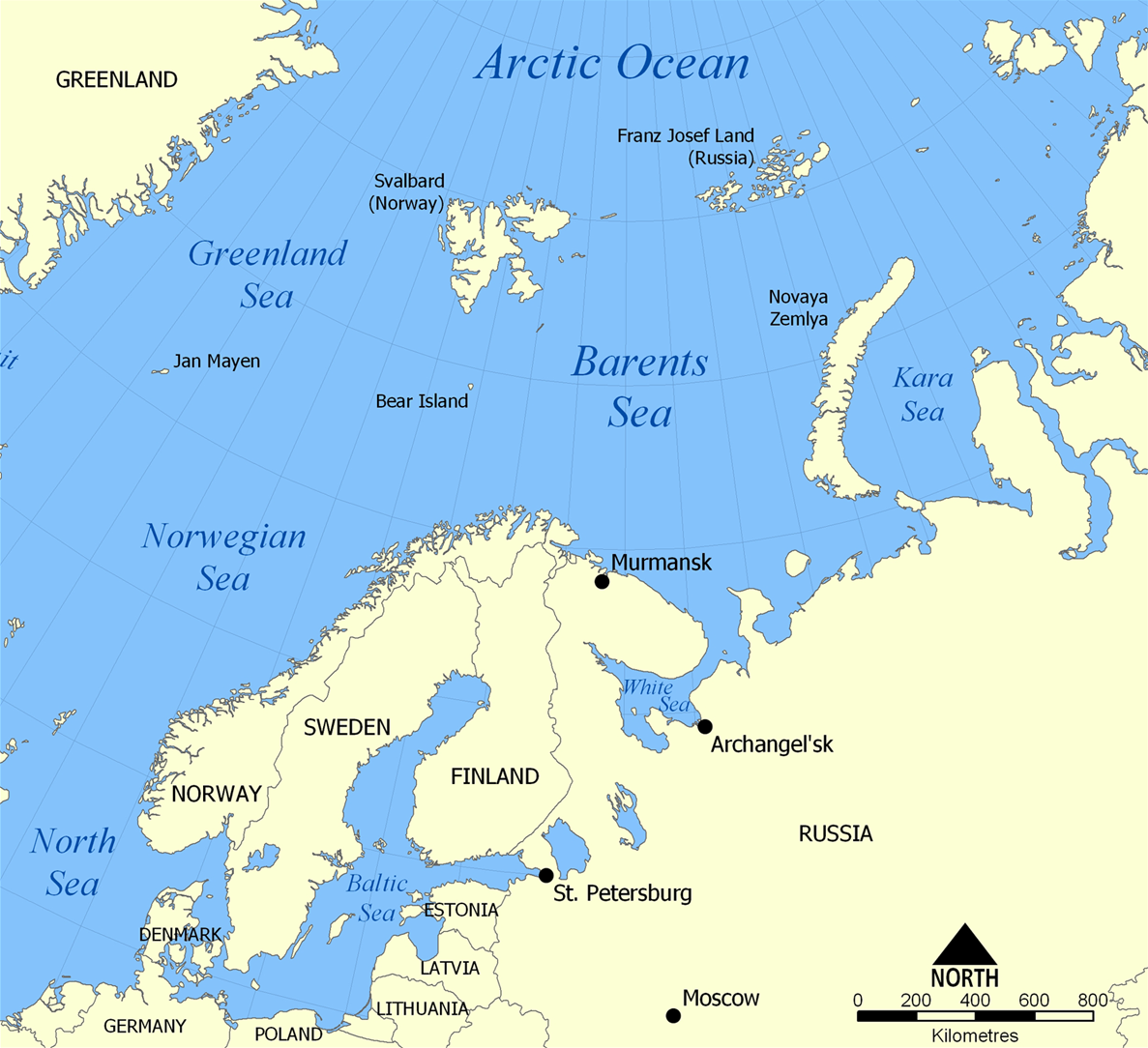
Mer de Barents et partie de l'Océan Arctique
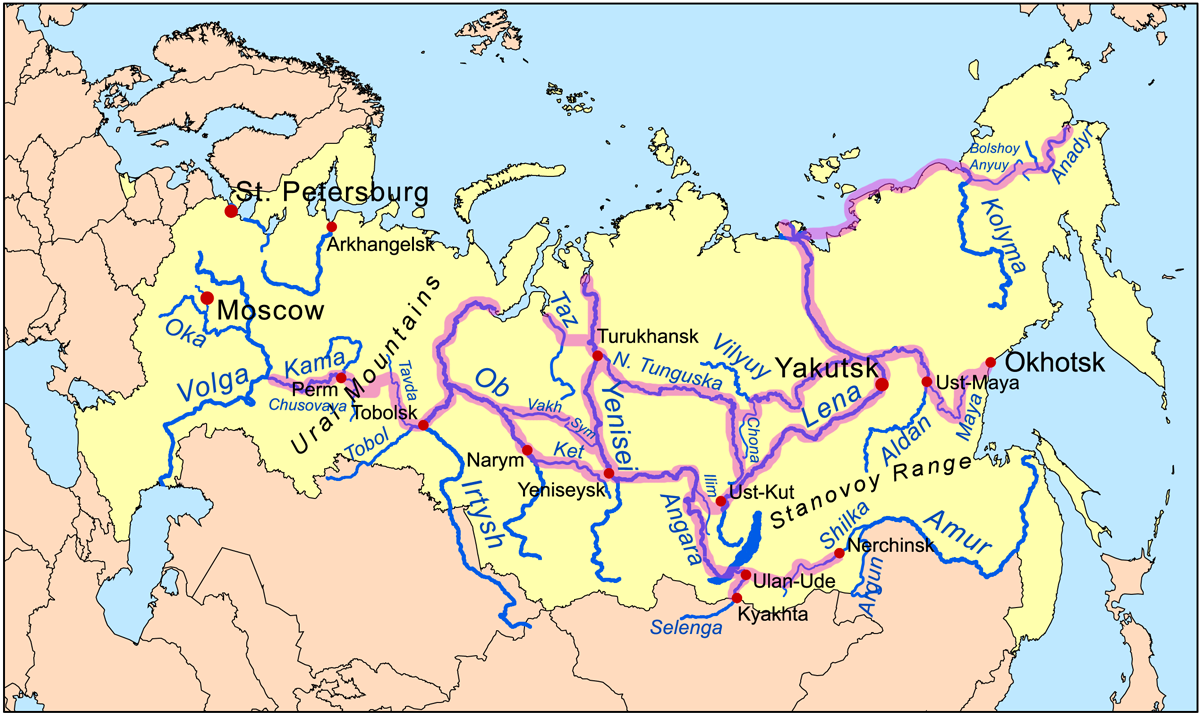
Voies navigables en Russie

Dès 1223-1240, le monde slave oriental devient dans son ensemble une puissance secondaire, vassale, soumise à tribut, de l'empire mongol (1206-1243/1294), puis de la Horde d'or (1243-1502), dirigée par des descendants de Djötchi (1182-1227), fils aîné de Gengis Khan.
La principauté de Vladimir-Souzdal (1168-1389, Suzdalia, Vladimir / Suzdalian Rus), qui fonde vers 1200 Gleden et Veliki Oustioug, éclate en plusieurs principautés dont la plus importante, la Principauté de Moscou (1263-1328), qui devient la grande-principauté de Moscou (1328-1547).
Alexandre Nevski (1220-1263), prince de Novgorod, est le dernier prince russe à recevoir l’investiture du khan Batu de la Horde d'or pour la principauté de Kiev en 1249, et premier prince des Riourikides à ordonner à ses peuples de se soumettre à la Horde d'or, inaugurant trois siècles de domination de la Horde d’or sur la Moscovie, avec paiement d’un tribut et de taxes commerciales.
À l'Ouest et au Sud-Ouest, le grand-duché de Lituanie (~1236–1253, 1263–1569), en pleine expansion, se fait pressant, motivant la campagne lituanienne d'Alexandre Nevski (1245), puis les guerres lituano-moscovites (1487-1537). Au Nord-Ouest, les pressions scandinaves, surtout suédoises, puis baltes et finnoises, suscitent des conflits durables : guerres novgorodo-suédoises (997-1411), campagnes danoises contre Novgorod (en) (1241), guerres finno-novgorodiennes (en) (~1042-~1240), guerre de Livonie (1558-1583).
À l'Est et au Sud-Est, se mettent en place des khanats post-mongols, héritiers du khanat couman-kiptchak (~850-1240) : khanat de Kazan (1438-1552), khanat d'Astrakhan (1466-1556), khanat de Sibir (Sibérie occidentale), khanat de Crimée (1441-1783).
Vassili II (1415-1462), grand-prince de Moscou, pris dans la guerre de Succession moscovite (1425-1463), est fait prisonnier à la bataille de Souzdal (1445), et libéré seulement contre une énorme rançon. Novgorod devient, sous Ivan III (1462-1505), vassal de la Grande-principauté de Moscou (1328-1547), qui annexe définitivement la république de Novgorod en 1478, et le grand-duché de Tver en 1485. Dès 1480, la dépendance de la Moscovie à la Horde d’or prend fin.
La Moscovie cherche à développer l’accès maritime (Dvina, Arkhangelsk) à la Mer Blanche, à l’Océan Arctique, à la route maritime du Nord (passage du Nord-Est). Ainsi, la Compagnie de Moscovie (1555-1917), britannique, obtient d’Ivan le Terrible, faute de débouché maritime sur la mer Baltique, le monopole du commerce Angleterre-Moscovie jusqu’en 1698, par le port d’Arkhangelsk.
Le khanat de Kazan (1438-1552), dirigé par Yadiger Mohammed, prince tatar, dernier khan de Kazan (quelques mois en 1552), est pris en 1552, et annexé par Ivan IV, Ivan le Terrible (1530-1584). Le khanat d'Astrakhan (1466-1556), sur le cours inférieur et le delta de la Volga, est réduit à son tour. Les Cosaques du Don sont, à partir de ces succès, reconnus comme "cosaquerie", troupe militaire officielle : musée des cosaques du Don (1886).
Le cas du khanat de Crimée (1441-1783) est plus compliqué, jusqu'à la défaite russe dans la guerre de Crimée (1853-1856).

### Conquête du khanat de Sibir
Le khanat de Sibir (1405/1428-1598, Sibérie), actuel oblast de Tioumen (capitale administrative : Tioumen), dans la région économique de Sibérie occidentale, est un État turcique musulman, héritier de la Horde d'or, multiethnique (Tatars de Sibérie (en), Khantys, Mansis, Nénètses, Selkoupes), situé à l'Est des montagnes moyennes de l'Oural. La capitale est Qashliq, forteresse tatare ; une autre ville est Chimgi-Tura (en) (Tumen, Tioumen). Une partie du bassin de l'Irtych (affluent de l’Ob) dépend du khanat de Sibir.
La famille Stroganoff est à la tête du plus puissant empire commercial de la Russie d'alors, bâti sur le commerce du sel (de saunerie) et des fourrures. Un ancêtre Stroganoff aurait versé la rançon de 200 000 roubles destinée au rachat du grand-duc de Moscou Vassili II retenu prisonnier par les Tatars (1445). Le 4 avril 1558, Anika et Grigori Stroganovo obtiennent d'Ivan le Terrible, Ivan IV (1530-1584), d'importantes concessions de terres sur la Kama et à l'ouest de l'Oural, avec pour mission d'y installer des colons, d'y aménager des établissements, et de lever une armée privée pour les protéger des incursions des Tatars de Sibérie, ou Turco-Tatars : région de Perm, vallée de la Kama. Diverses manufactures des Stroganoff sont attaquées et détruites par le khan Koutchoum (?-1600).
L’ataman cosaque Ermak Timofeïévitch (1532/1542-1585), profitant des dissensions internes au khanat, en quelques années, le démantèle, et repousse la frontière de la Russie de l'Oural à l'Irtych, avec sa troupe de Cosaques (entre 540 et 900 guerriers, Slaves de la steppe pontique à l'origine) : conquête du Khanat de Sibir, bataille du Cap Tchouvache (en) (1582).
Tobolsk est fondée en 1585-1586 par les Cosaques, première capitale historique de la Sibérie russe : cathédrale Sainte-Sophie de Tobolsk (1683-1686), kremlin de Tobolsk (1699-1712/1717), Gouvernement de Tobolsk (1799-1919), Oblast de Tioumen.
Parmi les ostrogs : Obdorsk (1595, actuelle Salekhard, Iamalie), Sourgout (1594, Khantys-Mansis).

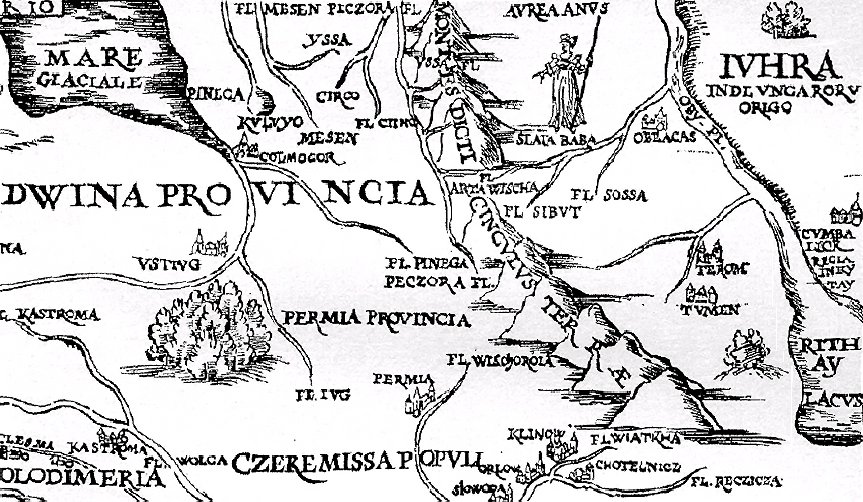
Sigmund von Herberstein, Carte de Moscovie (1549)
Khanat de Sibir
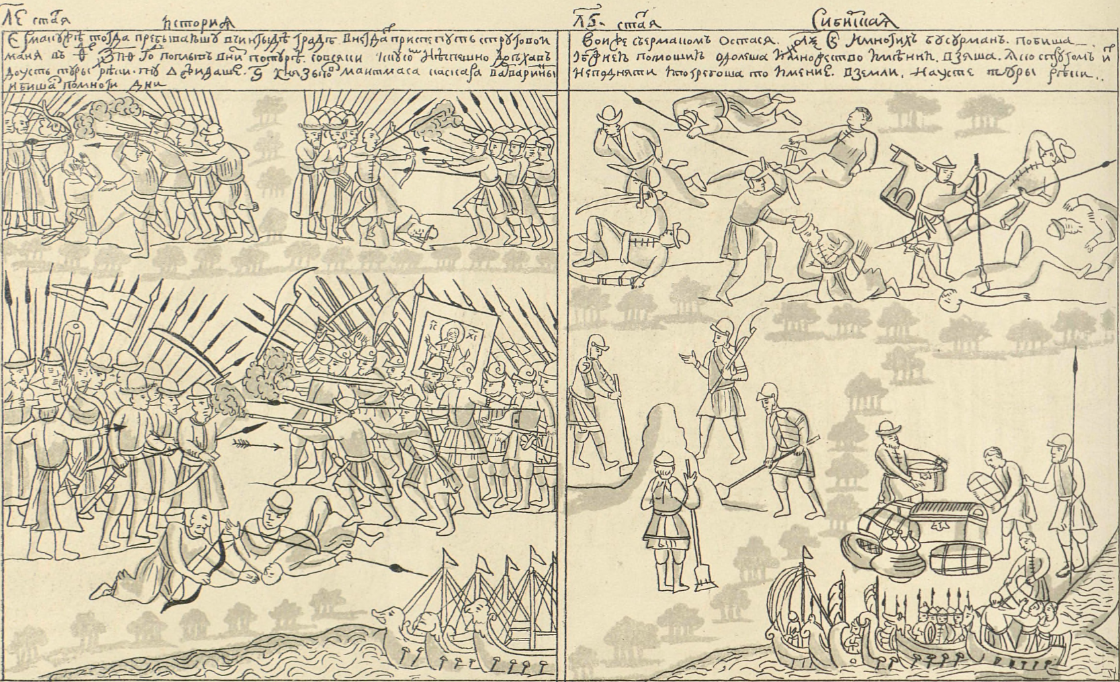
Chronique de Remezov, combat victorieux des troupes cosaques d'Ermak Timofeïévitch
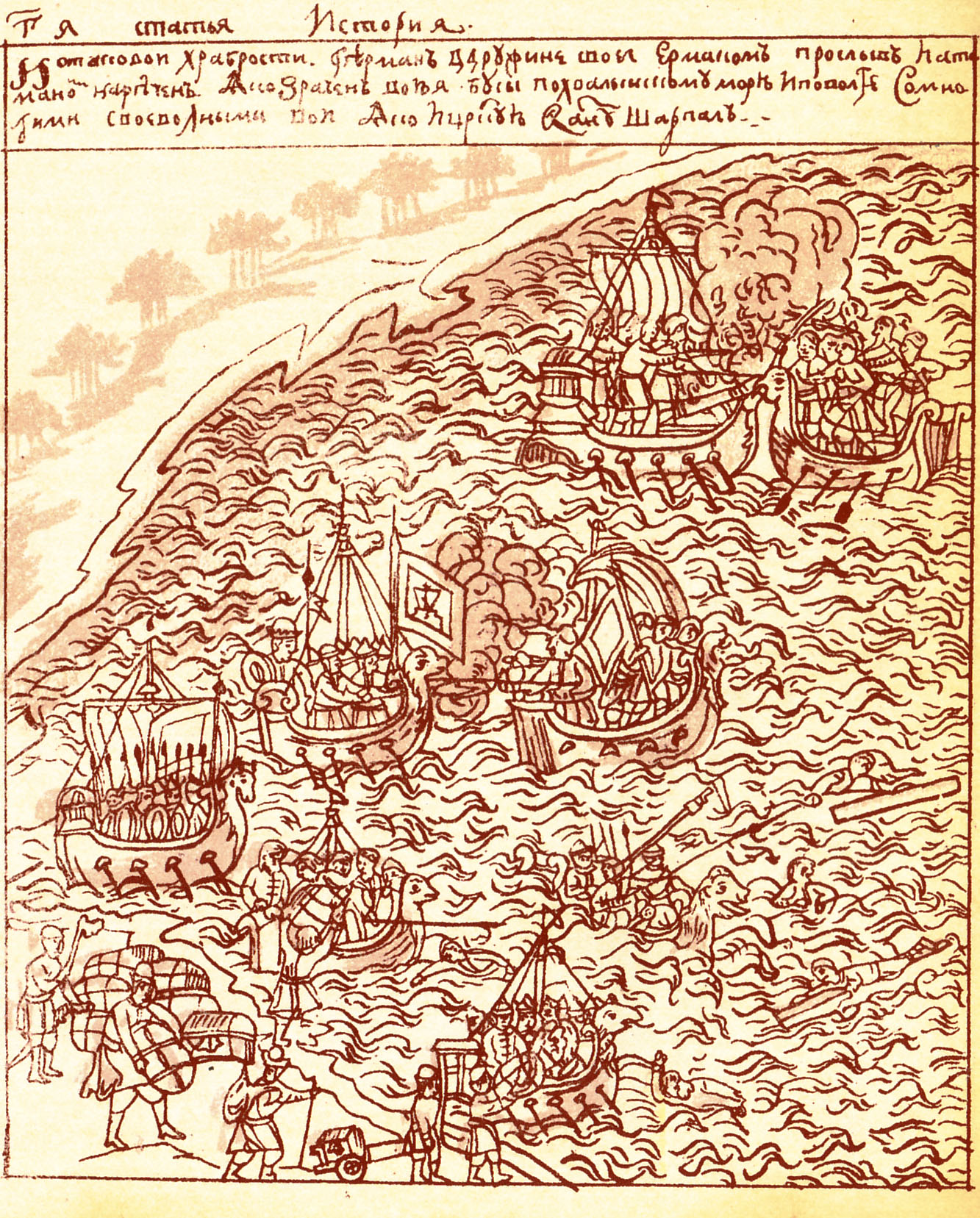
Chronique de Remezov, vers 1690
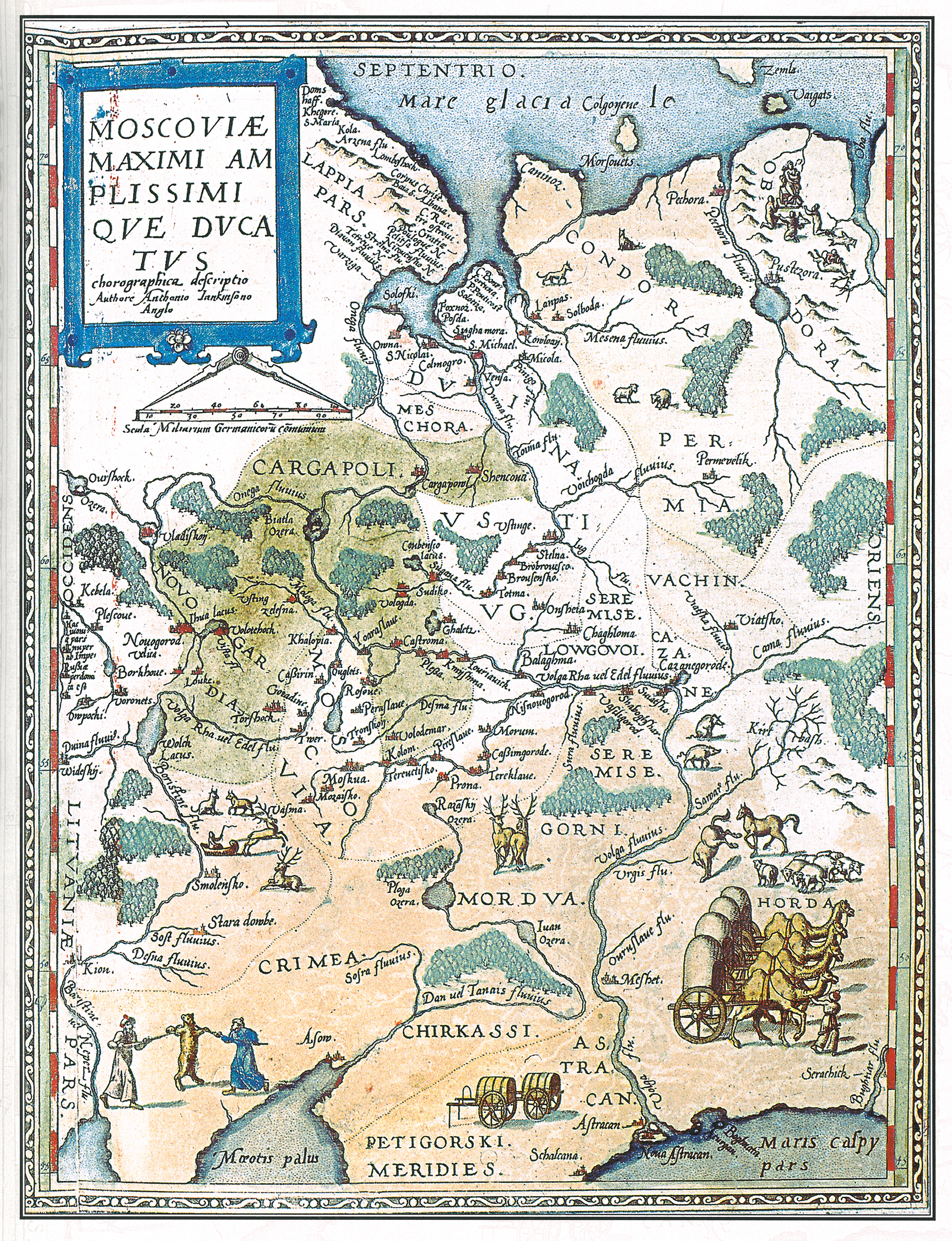
Anthony Jenkinson, carte de Moscovie (1593)

- District fédéral de l'Oural (Iekaterinbourg), région économique de Sibérie occidentale
- Extrême-Nord : Iamalie (capitale Salekhard, district autonome de Iamalo-Nénétsie)
- Nord : district autonome des Khantys-Mansis (capitale Khanty-Mansiïsk)
- Sud : oblast de Sverdlovsk oblast de Tioumen
- Extrême-Sud : oblast de Kourgan, oblast de Tcheliabinsk

### Expansion vers la Léna

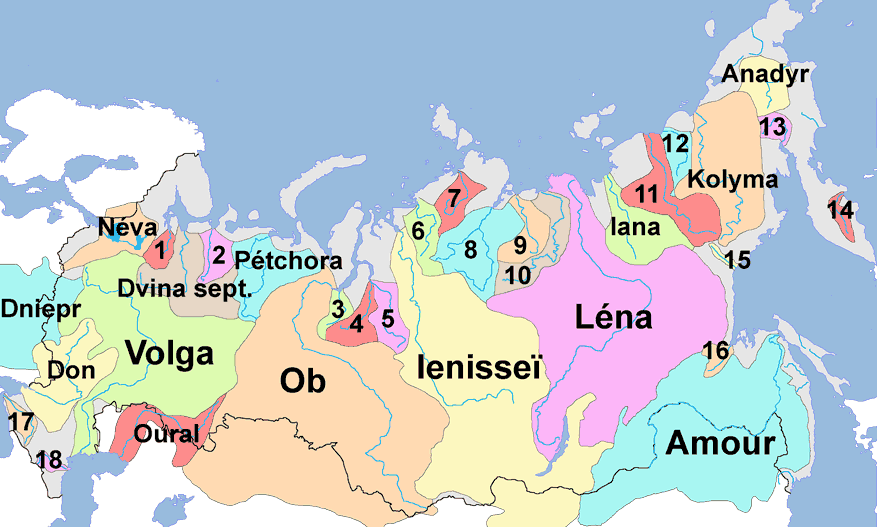
Réseau fluvial russo-sibérien
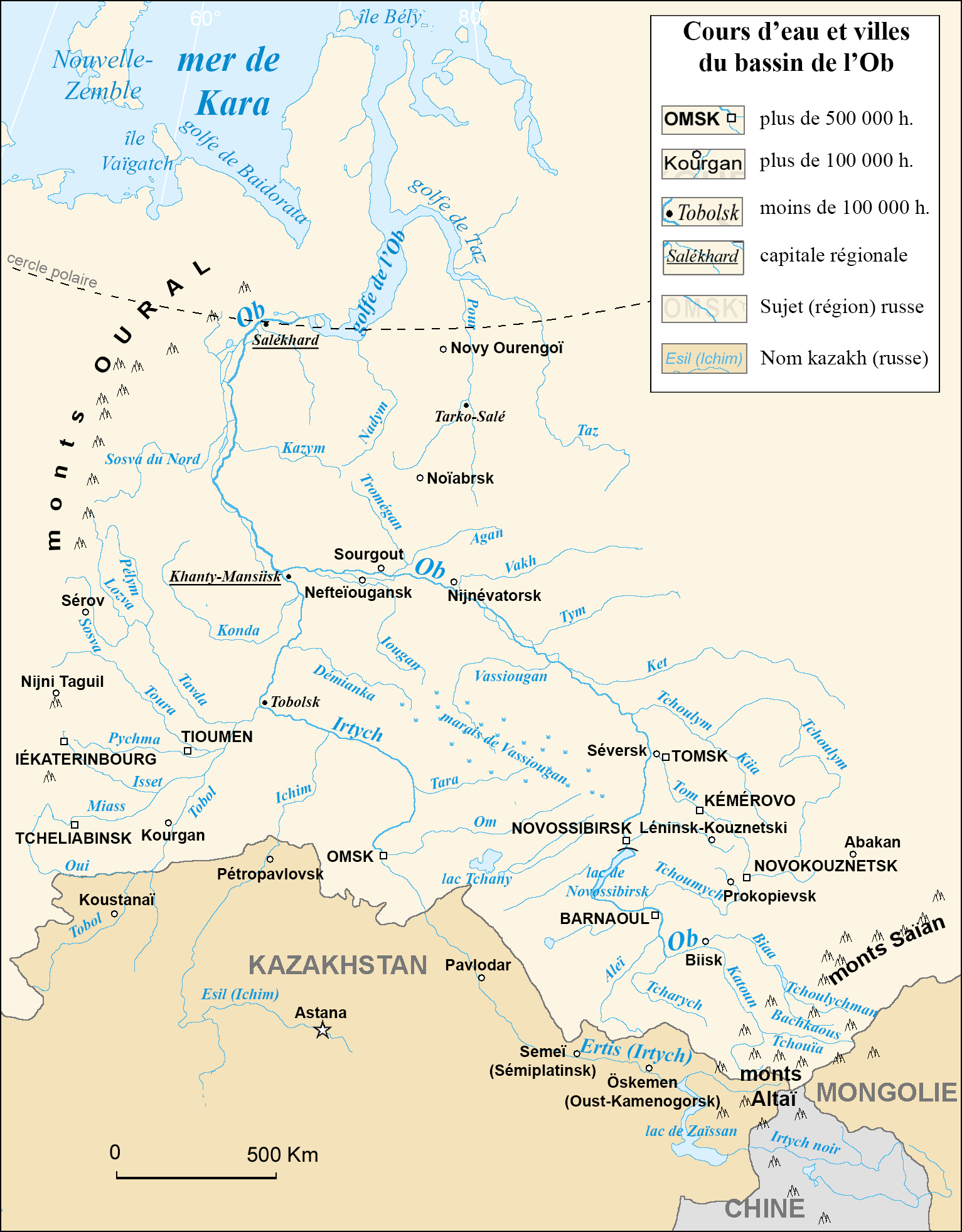
Bassin de l'Ob
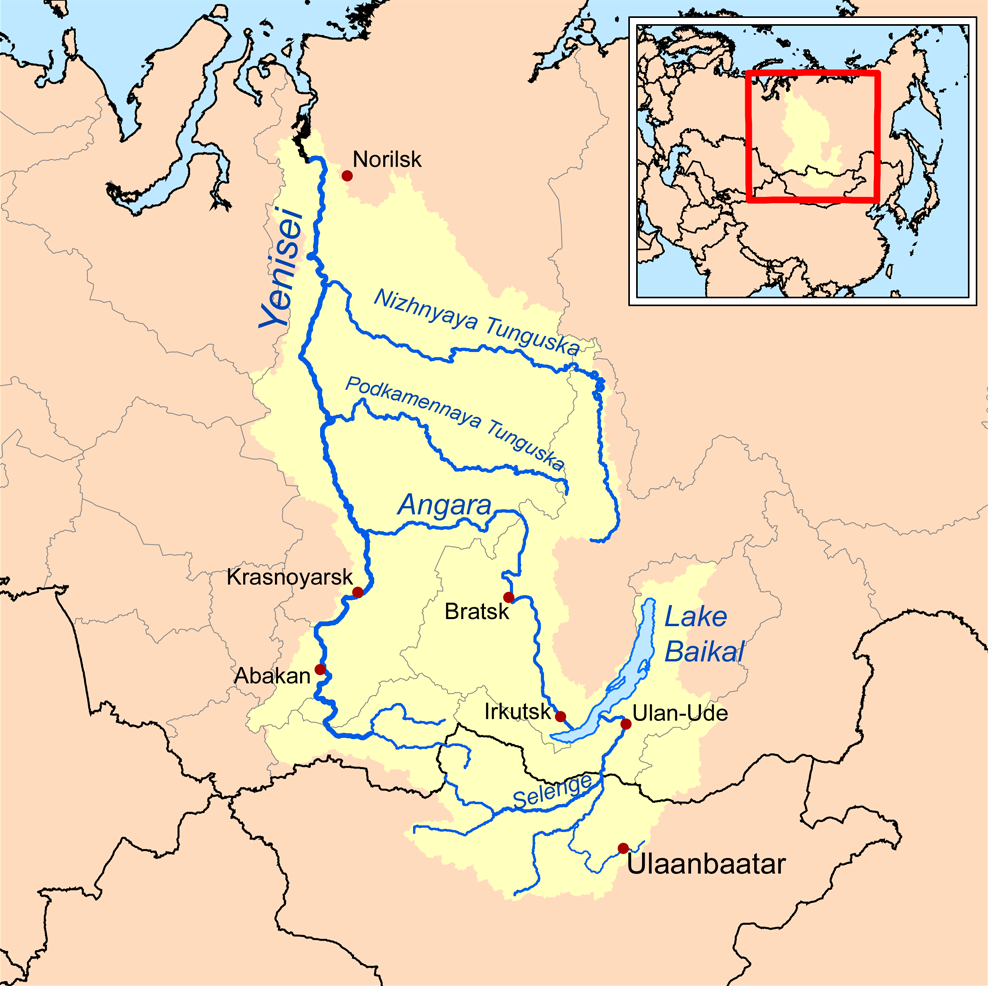
Bassin de l'Ienisseï
Bassin de la Léna
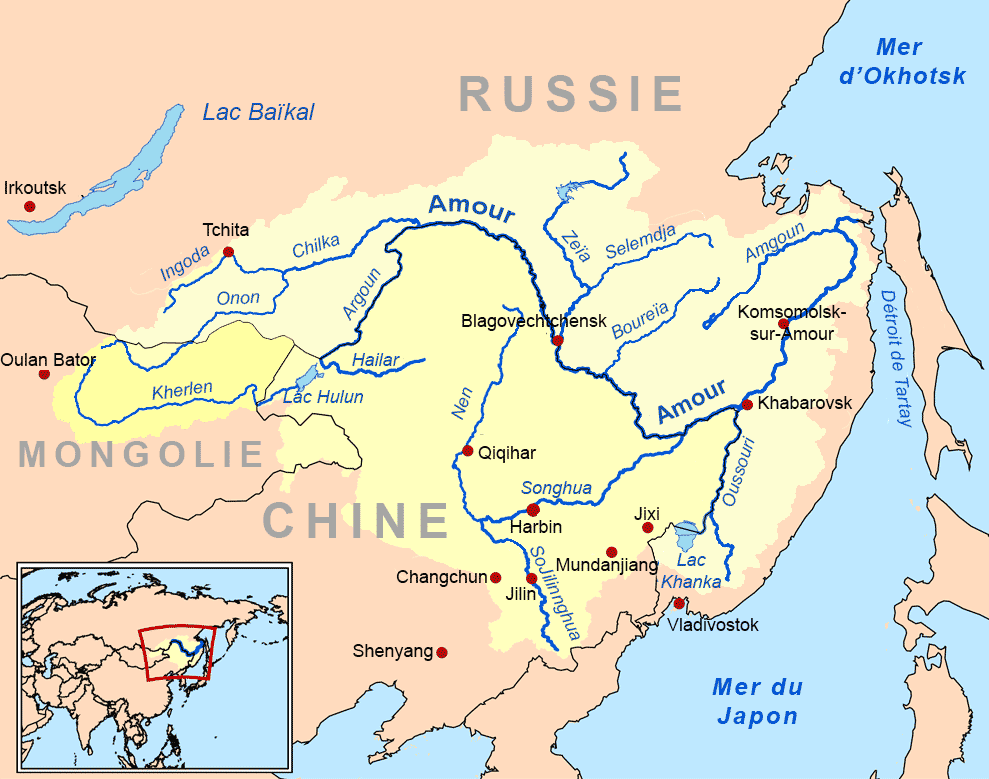
Bassin de l'Amour

#### Création des Cosaques de Sibérie

Asie centrale, 1636

La troupe d'Ermak Timofeïévitch est reconnue comme Cosaques de Sibérie (1582-1917), troisième plus ancienne armée cosaque, désormais fer de lance de l'expansion russe en Sibérie : langue, église orthodoxe, commerce, colonie.
Ce qui va devenir la route de Sibérie réinvestit les voies empruntées en sens inverse par la plupart des migrations turco-mongoles. La Vladimirka est son premier tronçon médiéval (190 km) de Moscou à Vladimir et Nijni Novgorod (foire de Nijni Novgorod).

#### La construction d'ostrogs pour le Iassak
Un ostrog est un fort cosaque, en bois, servant de caserne, de relais de l'administration, d'entrepôt d'État, de lieu d'étape, de poste frontalier. Il remplace généralement un premier campement d'hiver.
Chaque fortification est supposée comprendre à terme un comptoir commercial (intermédiaire entre producteurs-vendeurs et clientèle), et motiver la constitution d'une agglomération, susceptible de devenir une ville.
Le iassak est un impôt légal, ou tribut, d'origine turco-mongole (mais également viking sous un autre nom), essentiellement en fourrures animales.
Son établissement impérial, dès la Conquête par les Cosaques jusqu'aux princes, administrateurs, gouverneurs et autres relais locaux, est le levier qui permet à l'État russe de prendre pied dans les territoires à l'Est de l'Oural : principalement la Sibérie et l'Extrême-Orient russe, mais aussi le Nord de l'Asie centrale.
Le paiement est versé selon une table de valeurs selon les pelisses ou fourrures déposées par les tributaires auprès des collecteurs.
Le travail de collecte du tribut auprès des populations (villages, campements) est du ressort des troupes militaires, ici cosaques.

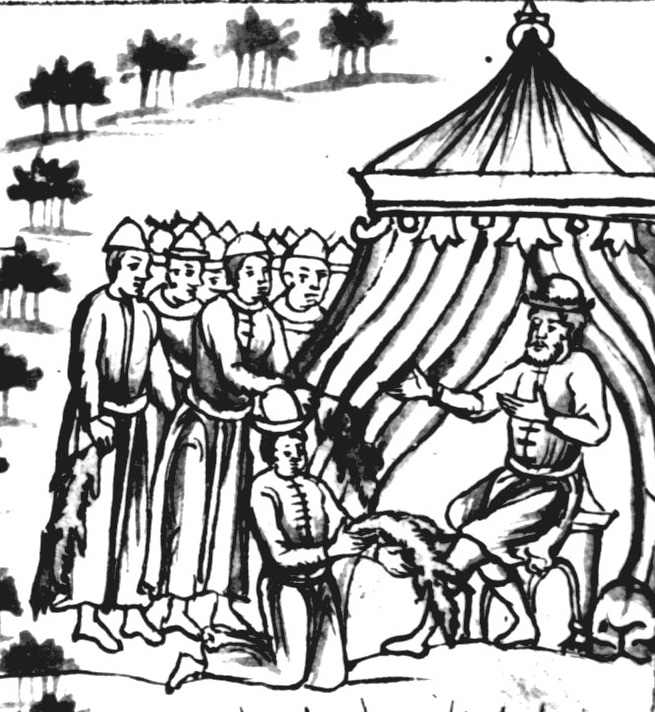
Gravure, vers 1700
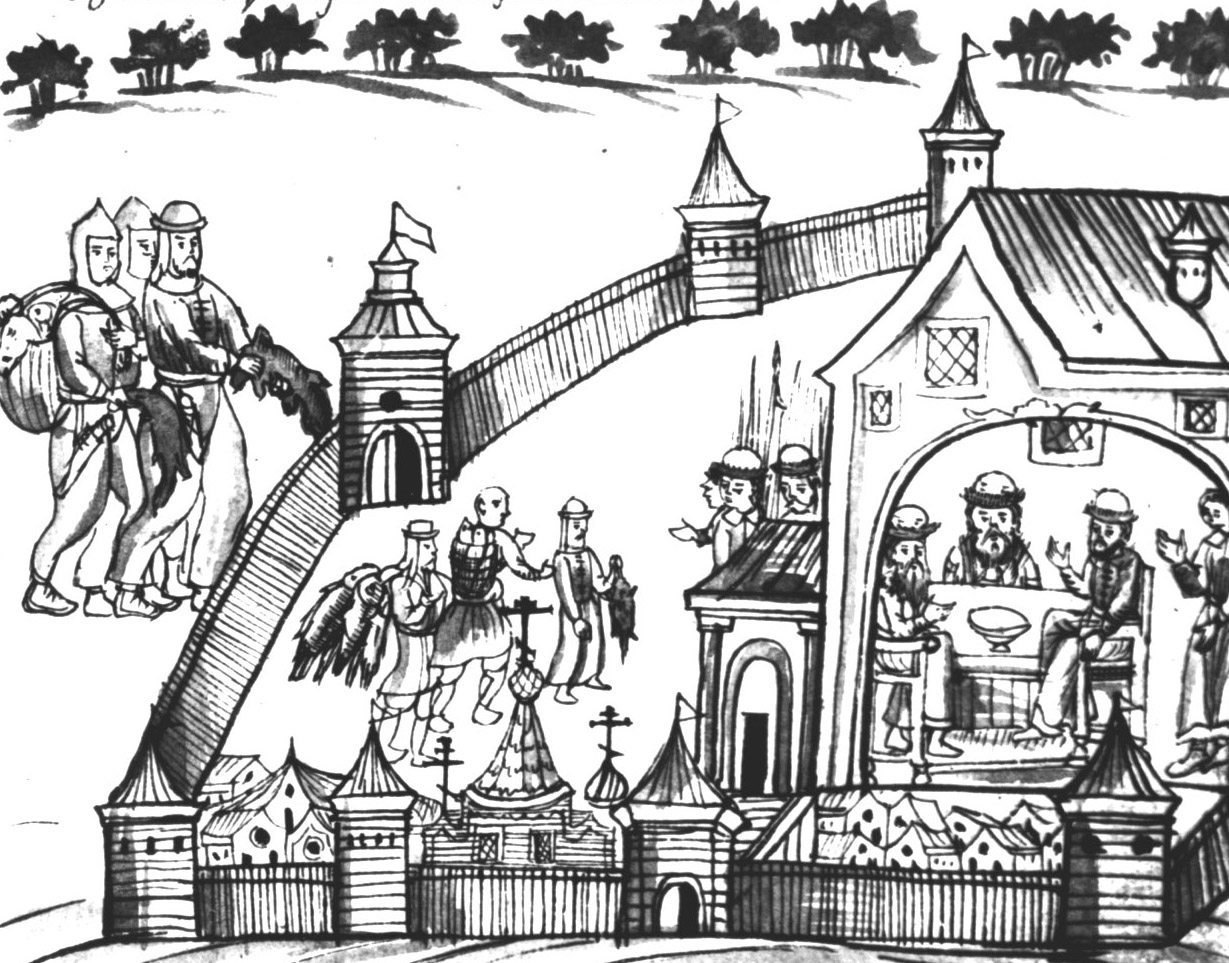
Gravure, vers 1700
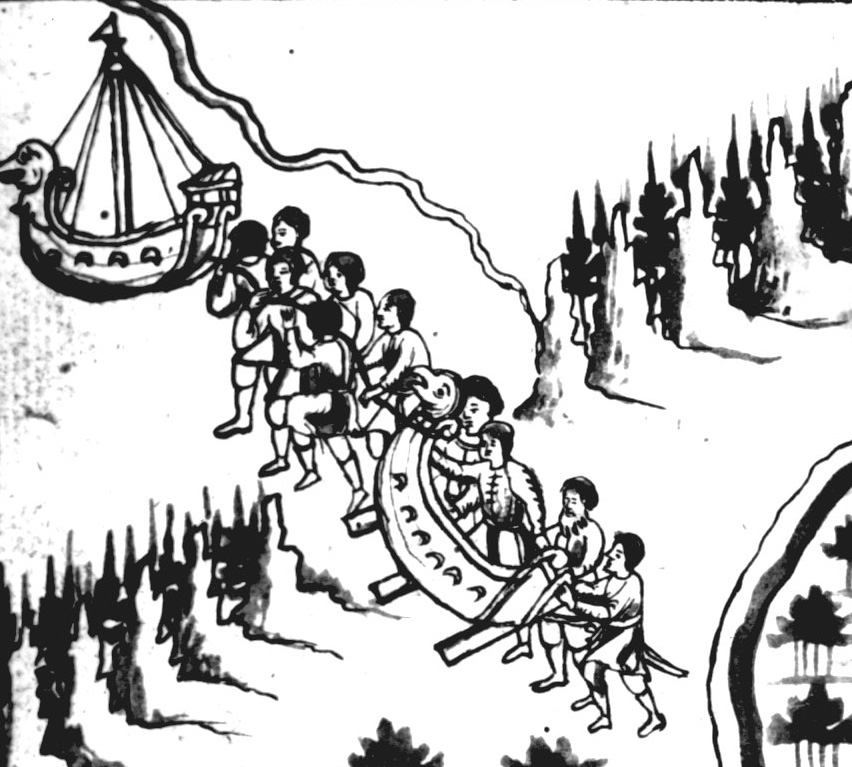
Portage en Oural vers 1700
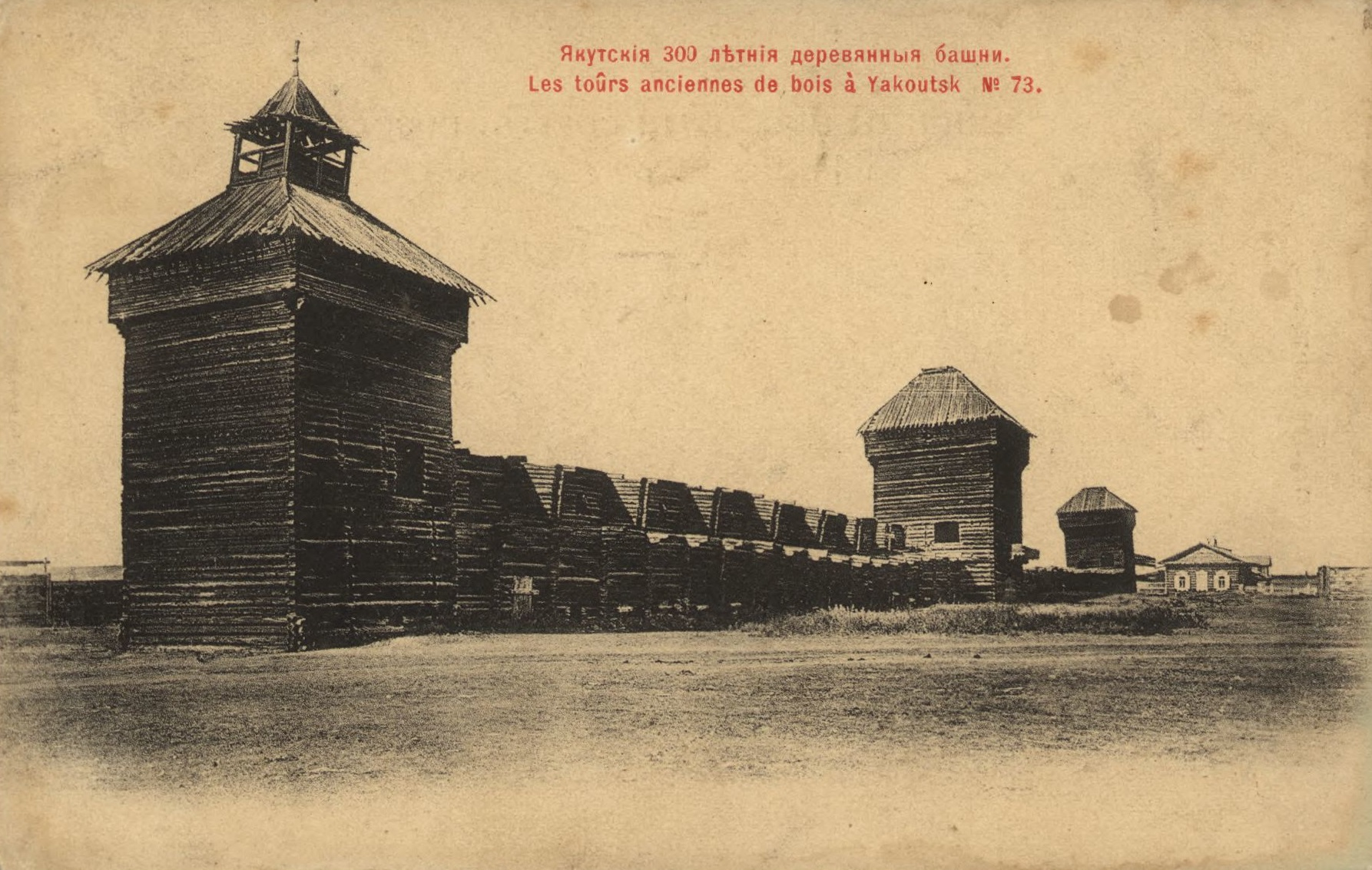
Ostrog de Iakoutsk en 1902
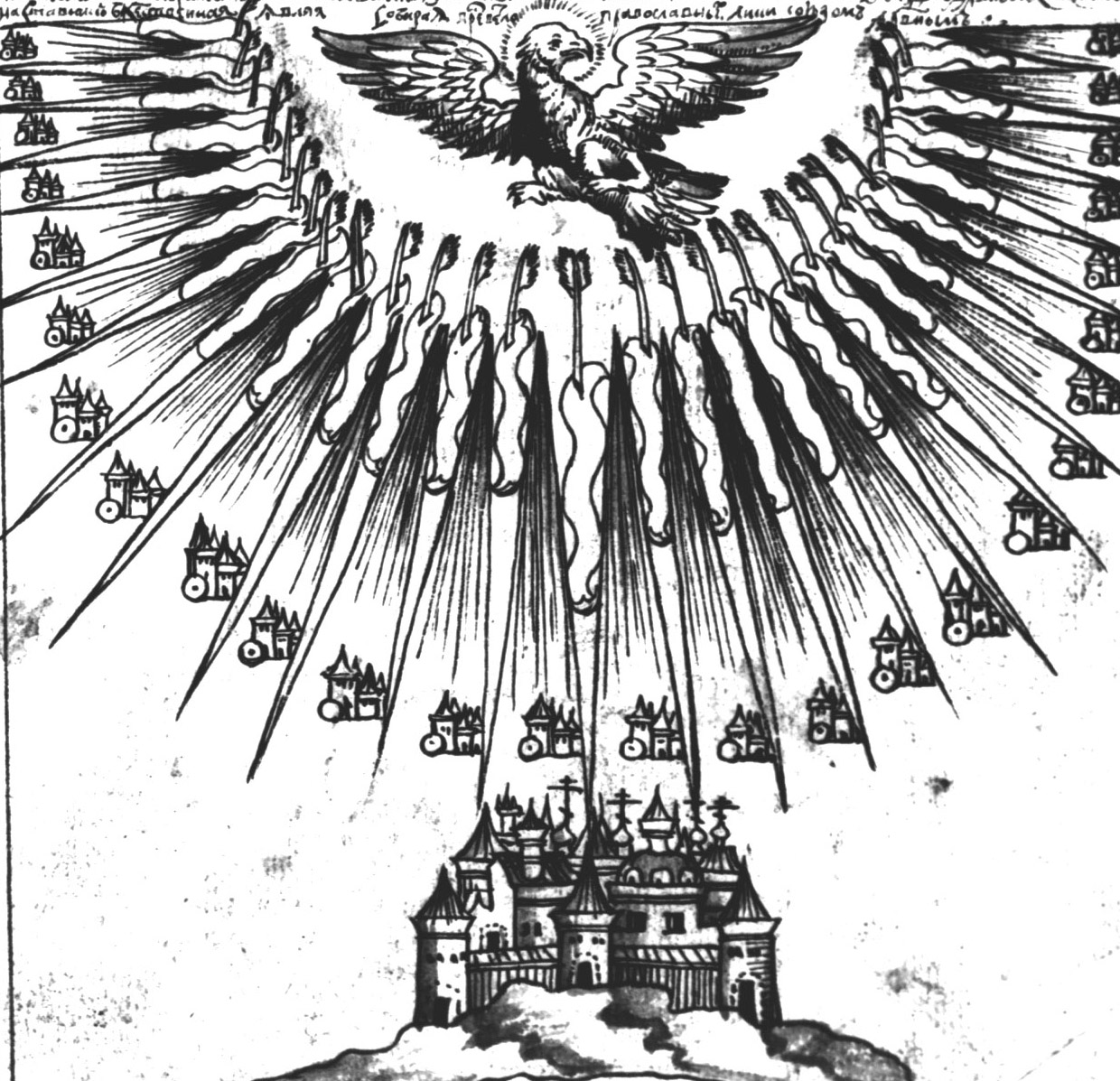
Semion Remezov (1642-1720), Symbole d’une Sibérie rayonnante et glorifiée

La russification contribue à la construction d'un Empire russe, empire colonial.

#### Bassins de l'Iénisséï et de la Léna
En 1619, sur demande de Michel Ier (tsar de Russie), les deux bassins sont investis par un détachement cosaque venu de Tobolsk, mené par Piotr Albytchev, fils d'un boyard, et par le streltsy Tcherkas Streltsy Roukine : fondation de l'ostrog d’Ienisseïsk, qui devient rapidement une ville (monastère d'Iveron de Ienisseïsk  (1623), monastère de la Transfiguration du Sauveur de Ienisseïsk  (1642) , cathédrale de l'Épiphanie de Ienisseïsk (1647)), puis un centre commercial et administratif majeur, jouant un rôle important dans la colonisation russe de la Sibérie orientale. Au XVIIe siècle, ce sont ses cosaques qui fondent Krasnoïarsk (1628), Bratsk (1631), Irkoutsk (1651) et Nertchinsk (1658).
En 1619, la route commerciale maritime par l'Océan Arctique devient plus réglementée, interdite aux transports non autorisés, à peu près limitée au monopole de la Compagnie de Moscovie. Sur le front occidental, en 1617, le traité de Stolbovo met fin à la guerre d'Ingrie (1610-1617) : la Russie cède Ingrie, comté de Kexholm (Carélie), Chlisselbourg mais aussi l’accès à la Baltique, la Suède cède Novgorod, Staraïa Ladoga , Gdov, en plus de la reconnaissance de Michel Ier comme tsar de la Russie (après le temps des troubles en Russie et les revendications suédoises au trône de Russie).
En 1618, le traité de Déoulino termine la guerre polono-russe (1605-1618) : la Russie cède Smolensk et Tchernihiv, l’Union de Pologne-Lituanie maintient ses revendications au trône de Russie (Sigismond Vasa).
Piotr Beketov (1600-1661), chef cosaque, explorateur (forteresses/impôts/minerais/fourrures/ivoire), mène une expédition auprès des Bouriates (et autres minorités) du bassin de la Léna.
Parmi les ostrogs : Tomsk (1604), Touroukhansk (1607, Novaïa-Mangazeïa, Krasnoïarsk), Tara (1594), Kouznetsk (1618), Verkhotomski (1655), Sosnovski (1657), Moungatski (1715), Omsk (1716).

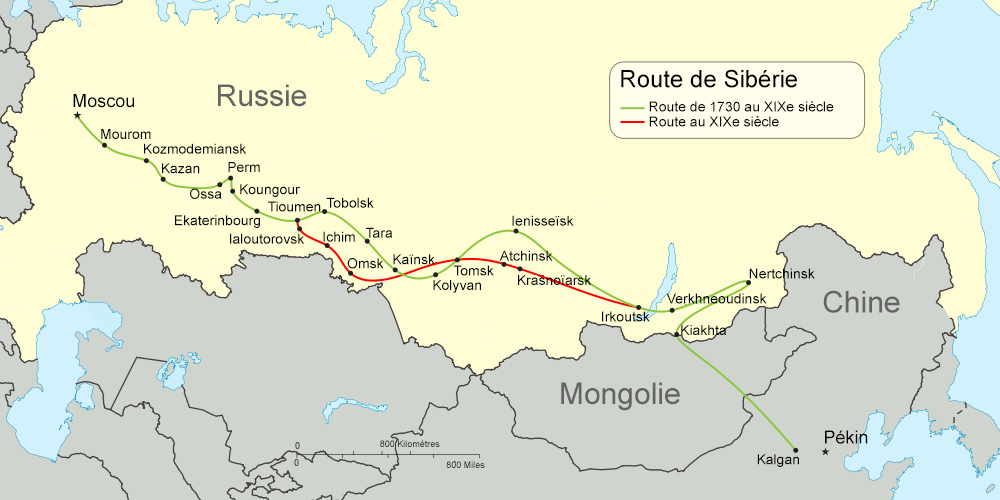
Route de Sibérie

- District fédéral sibérien (Novossibirsk), à peu près région économique de Sibérie orientale :
  - Nord : kraï de Krasnoïarsk (capitale Krasnoïarsk)
  - Est : oblast d'Irkoutsk
  - Sud-Ouest : oblast de Novossibirsk, oblast d'Omsk, oblast de Tomsk
  - Sud : république de l'Altaï (ou Haut-Altaï, capitale Gorno-Altaïsk/Ulalu), kraï de l'Altaï (capitale Barnaoul), oblast de Kemerovo-Kouzbass (Kemerovo), république de Touva (Kyzyl), république de Khakassie (Abakan)
  - Sud (transfert récent) : république de Bouriatie (capitale Oulan-Oudé)

### Extrême-Orient russe
- District fédéral extrême-oriental (Vladivostok), # région économique d'Extrême-Orient, # Extrême-Orient russe, # district militaire est
  - Nord : république de Sakha, Iakoutie, (capitale Iakoutsk)
  - Nord-Est : district autonome de Tchoukotka (capitale Anadyr)
  - Est (Amour, Oussouri, mer d'Okotsk) :  oblast de Magadan (capitale Magadan), kraï de Khabarovsk (capitale Khabarovsk)
  - Extrême-Est : kraï du Kamtchatka (capitale Petropavlovsk-Kamtchatski), oblast de Sakhaline (capitale Ioujno-Sakhalinsk)
  - Sud-Est : kraï du Primorié (capitale Vladivostok)
  - Sud-Ouest : république de Bouriatie (capitale Oulan-Oudé), kraï de Transbaïkalie (capitale Tchita)
  - Sud-centre : oblast de l'Amour (capitale Blagovechtchensk), oblast autonome juif (centre administratif Birobidjan)

Parmi les ostrogs : Iakoutsk (1632, Iakoutie), Tchita (1653, Transbaïkalie) et Nertchinsk (1654, Transbaïkalie), Nijné-Kamtchatsk (Kamtchatka).
La mer d'Okhotsk est atteinte par Ivan Moskvitine et ses Cosaques en 1638.
Okhotsk est le premier établissement russe sur l’Océan Pacifique, pour un hivernage dès 1647, avec Vassili Poïarkov (?-1668).

#### Bassin de l'Amour, Bouriatie, Daourie, Magadan, Priamourié / Primorié, Transbaïkalie
- Transbaïkalie, (Daourie, peuple Daur), cosaques du fleuve Amour, cosaques de Transbaïkalie
- Mandchourie-Extérieure ou Mandchourie russe, histoire de la Mandchourie
- République de Bouriatie (capitale Oulan-Oudé), histoire de la Bouriatie
- Kraï de Transbaïkalie (2008) (capitale Blagovechtchensk)
- Oblast de l'Amour (1932, Priamourié / Mandchourie-Extérieure / Mandchourie russe), capitale Blagovechtchensk
- Oblast de Magadan (1953), histoire de l'oblast de Magadan
- Kraï du Primorié (1938), histoire du Primorié, capitale Vladivostok
- Kraï de Khabarovsk (1938), histoire du kraï de Khabarovsk

En 1609, les Cosaques conquièrent le territoire de la Transbaïkalie, nominalement sous l'autorité du dernier khagan (Grand Khan) mongol, Ligden Khan (1588/1588-1634), ce qui déstabilise durablement l'ensemble Mongolie-Mandchourie-Chine. Les résistances s'atténuent dès la construction du fort de Kansk (1628), jusqu'au traité de Nertchinsk (1689).
L'armée cosaque de Transbaïkalie, ou Cosaques de Transbaïkalie, est créée en même temps que l'oblast de Transbaïkalie (1851-1917/1920, 1917-1922), qui devient gouvernorat, gouvernement de Transbaïkalie (1922).
Le conflit frontalier sino-russe (1652-1689) s'achève avec le traité de Nertchinsk (1689) : la Russie abandonne l'accès à la mer du Japon et à la forteresse d’Albazino, la Chine accepte d’établir des relations commerciales sino-russes. Cette conférence marque également les débuts du thé en Russie et donc du samovar, grâce au monde mongol.
Le Grand Jeu géostratégique se poursuit avec ses traités inégaux imposés à la Chine, à la Corée, au Japon, et à divers autres pays, par diverses puissances occidentales (technologiques, maritimes, militaires, impérialistes) : 
- traité de Kiakhta (1727) russo-mandchou,
- traité de Goulja (1851) russo-chinois,
- traité d'Aïgoun (1858) russo-chinois,
- convention de Pékin (1860) européo-chinois,
- traité de Tarbagatai (en) (ou de Chuguchak, 1864) russo-chinois,
- traité de Saint-Pétersbourg de 1875, russo-japonais
- traité de Saint-Pétersbourg de 1881, russo-chinois.

Pour une meilleure entente, se développe le pidgin russo-chinois de Kyakhta (en).
En 1850, est créé Nikolaïevsk-sur-l'Amour.
En 1858, est fondé le poste de Khabarovsk, au confluent Amour-Oussouri.
En 1859, est fondé un poste naval russe à  Vladivostok, alors modeste village de pêcheurs mandchous.
La convention de Pékin (1860) signifie annexion de la rive gauche de l'Amour (Tianjin, 1858-1860), Kraï de l'Oussouri, et ouverture du port de Tianjin à la flotte russe.
- Soixante-quatre villages à l'est du fleuve (1858-1991), Abagaitu, Bolchoï Oussouriisk, Île Zhenbao, dont conflit frontalier sino-soviétique de 1969

#### Nord: Tchoukotka et Kamtchatka

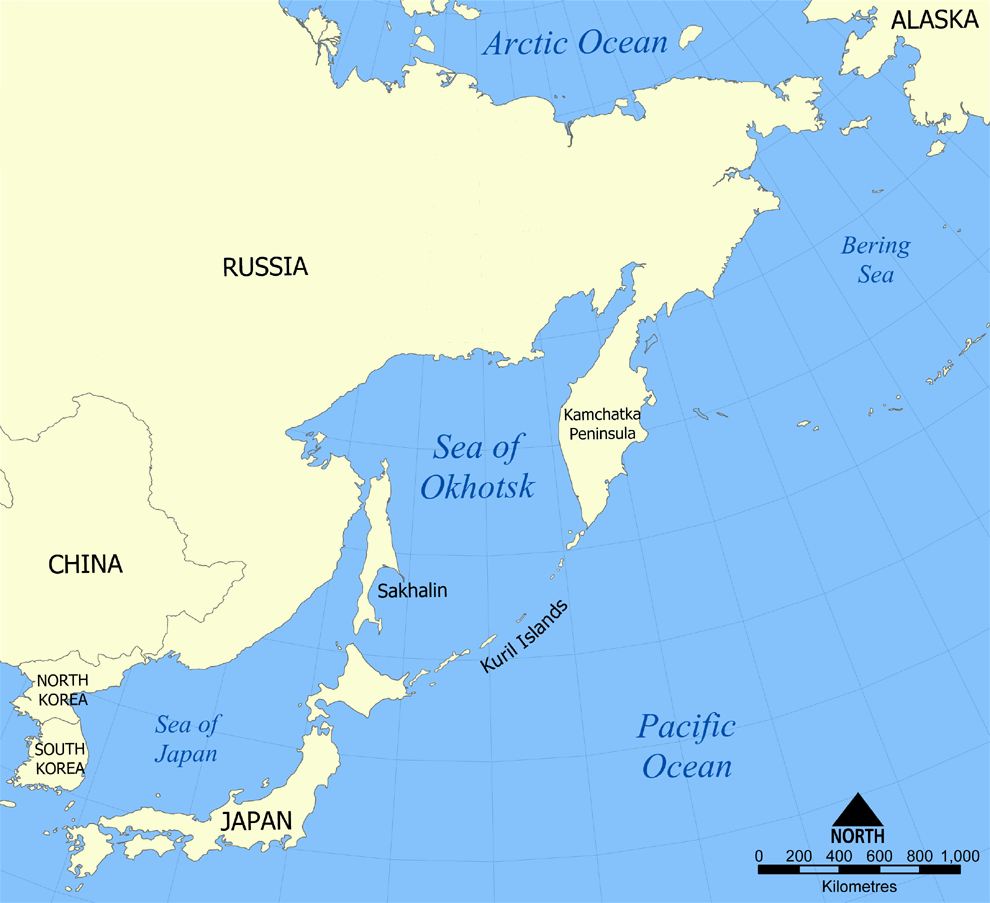
Mers et océans de Sibérie extrême-orientale

- Tchoukotka, histoire de la Tchoukotka
- Kamtchatka, histoire du Kamtchatka

En 1638-1640, Ivan Moskvitine explore ou reconnaît la mer d'Okhotsk, le fleuve Amour, le fleuve Okhota, le golfe de Sakhaline, les îles Chantar. D'après son travail, est dessinée la première carte russe de l'Extrême-Orient en mars 1642.
En 1641, Mikhaïl Stadoukhine (?-1666), en quête de fourrures de zibelines, dirige une expédition cosaque des fleuves Indiguirka, Kolyma, Penjina, Anadyr. En 1651, il explore le Nord de la mer d'Orkhotsk, et marque de l'intérêt pour la fourrure des loutres de mer.
Simon Dejnev (1605-1673), explorateur précurseur, premier Européen à traverser le détroit de Béring, après naufrage, passe son premier quartier d'hiver à Anadyrsk (1649-1764), premier quartier d’hiver après naufrage, sur l’Anadyr (Tchoukotka), puis Ostrog, actuelle Anadyr, près de Markovo (en), un temps Ultima Thulé du monde russe.
Vladimir Atlassov (1661-1711), cosaque sibérien, dirige une première expédition d’exploration (1697-1699) du Kamtchatka, avec environ 125 Cosaques de Sibérie et Youkaguirs de la Kolyma.
En 1697, la Russie annexe le Kamtchatka.
Après une première expédition du Kamtchatka (1725-1731), menée par Vitus Béring, la deuxième expédition du Kamtchatka (1733-1743, Grande Expédition du Nord), forte de près de 3 000 participants, dirigée par Vitus Béring (1681-1741) et Alekseï Tchirikov (1703-1748), permet l'exploration d'une partie du Pacifique Nord, et l'installation dès 1741 de quelques comptoirs russes aux îles Aléoutiennes, cartographiées en 1778 lors du troisième voyage de James Cook (1776-1780).

#### Sakhaline
- Histoire de Sakhaline

L'île est habitée, au nord par des Nivkhes (Jiliemi, Gilyak) tributaires un temps de l'empire mandchou), au centre par des Oroks (Uilta) et au sud par des Aïnous (Utaris, Aïnous de Russie (en)). De 1264 à 1308, les invasions mongoles de l'île de Sakhaline favorisent les Nivkhes au détriment des Aïnous. Les Japonais sont présents dès 1635 dans la seule partie Sud, Kita-Ezo.
En 1638-1640, Ivan Moskvitine explore le golfe de Sakhaline, suivi en 1643-1645 par Maarten Gerritszoon de Vries (1589-1647), bien avant Jean-François de La Pérouse (1787), Johann Adam von Krusenstern (1805) ou Guennadi Nevelskoï (1813-1876).
Le traité de Shimoda (1855), russo-japonais, définit la frontière des deux zones d'influence, et autorise l'accès des ports de Nagasaki, Shimoda et Hakodate à la flotte russe.
Par le traité de Saint-Pétersbourg de 1875, traité russo-japonais, le Japon renonce à sa moitié de l'île de Sakhaline en échange des îles Kouriles, alors possession russe.
- Relations étrangères du Japon de l'ère Meiji (1868)

### Outre-mer
Les Îles Aléoutiennes, reconnues dès 1741 intéressent d'abord la traite de fourrures.
La plus importante installation russe serait Unalaska (1759).
Les Aléoutiennes sont ce qui reste émergé de la Béringie, le pont terrestre préhistorique qui a permis les migrations humaines vers l'Amérique.
La colonisation russe de l'Amérique est d’abord le fait de la Compagnie russe d'Amérique (1799-1881) (oukase de 1799 (en)). Elle s’occupe de traite de fourrures (traite des fourrures en Sibérie, dont la zibeline), puis surtout de la traite de la fourrure maritime (loutre de mer) promychlenniki par des promychlenniki (trappeurs-chasseurs).
Un établissement permanent est créé en 1804 à Novo-Arkhangelsk (actuelle Sitka en Alaska) et un commerce prospère de fourrure est organisé, mais dès les années 1820, la rentabilité commerciale décline.
L'Amérique russe (1741-1867), ce sont des explorations, des contacts, des conflits, des traités, des contrats avec les dirigeants des peuples locaux, des fortifications, des colonies, des transports, sur près d'un siècle.
Parmi les forts : fort Nikolaevskaia, fort Stikine (1834-1843), redoute de Saint-Michel-Archange (en) ou fort de Sitka (1799-1802).
Le fort Ross (1812), en Californie du Nord, est la forteresse la plus au Sud des forts et fortins russes sur la côte Ouest de l’Amérique du Nord, assurant une sécurité aux colonies de peuplement : Kasilof, Kodiak, Baie des Trois-Saints  (1784), Sitka (1787-1802, puis Novo-Arkhangelsk (1804)), Nouvelle-Russie d’Alaska (en), St. Michael  (1833), Russian Mission (1837).
L'archipel d'Hawaï est également approché : fort russe Élizabeth (Hawaï) (en) (1815), fort russe Alexandre (Hawaii) (en) (1816-1817), fort Barclay-de-Tolly (Hawaï (1817).
Cela suppose certaine russification des autochtones d'Alaska (liste de tribus d'Alaska) principalement Aléoutes, mais aussi Tlingits, Yupiks : travail forcé, exil forcé, maladies, évangélisation, révoltes.
La population connue, aurait été, au mieux, de 10 000 personnes, un bon millier de Russes (et assimilables, Ukrainiens, Tatars, Finois, Yakoutes…), un millier de créoles Russo-Aléoutes, et un nombre non précisé d’autochtones (Aléoutes, Tlingits, Haïdas, Iñupiat, Yupiit, Athabasques…). À l'intérieur du continent nord-américain, les colons russes auraient interféré avec les trappeurs, coureurs des bois, voyageurs nord-américains.
Le traité de Saint-Pétersbourg de 1824, russo-américain, est ratifié en février 1825, et accompagné du traité de Saint-Pétersbourg de 1825 (en), russo-britannique.
En 1867, après l'épuisement des populations de loutres de mer, et la défaite russe dans la guerre de Crimée (1853-1856), la Russie décide de vendre le territoire de l'Alaska, non pas au Royaume-Uni, mais aux États-Unis, tout juste sortis de la guerre de Sécession (1861-1865) : c'est l'achat de l'Alaska.
- Massacre d'Awa'uq (1784)
- Juvenaly d'Alaska (en) (1761-1796), missionnaire et martyr
- Innocent de Moscou (1797-1879, Innocent d’Alaska), religieux, missionnaire, savant, explorateur, saint orthodoxe « apôtre de l'Amérique du Nord et de la Sibérie »
- Traité de Saint-Pétersbourg de 1824, Oregon Country
- Histoire de l'Alaska
- Peuple créole d'Alaska (en)

### AuXXesiècle
L'évolution des transports en Russie est de grande importance également en Sibérie.
- Premiers bateaux à vapeur dès 1844
- Voie ferroviaire du Transsibérien (1891-1916)
- Prolongation de la route de Sibérie
  - Route carrossable de l'Amour (en) (1898-1909), de 2000 km, reliant Khabarovsk à Blagovechtchensk
  - R504 (route russe) (1932-1953), ou route fédérale R-504 « Kolyma », ou Route magistrale M56, route des os, près de 2000 km, reliant Magadan à Nijni Bestiakh
  - R297 (route russe) (1966-), ou route de l'Amour, ou Route magistrale M58, de 2165 km, reliant Tchita à Khabarovsk.

La liste des explorateurs russes (en) ne cerne pas seulement les explorateurs de la Sibérie ou de l'Arctique, mais elle rend bien compte de la richesse de la recherche scientifique russe, géographique, cartographique, topographique, pédologique, ethnographique, pour l'étude de la flore, de la faune, des minerais : scientifiques de l'Empire russe.

#### Bouriatie-Transbaïkalie
- Invasion russe de la Mandchourie (1900)
- Guerre russo-japonaise (1904-1905)
- État théocratique de Balagat
- Grand État pan-mongol
- République de Tchita (1905-1906)
- Guerre civile russe (1917-1921) : armées blanches contre armée rouge des bolcheviks
- Intervention alliée pendant la guerre civile russe, expédition de Sibérie, bataillon colonial sibérien français
- État de Bouriatie-Mongolie (en) (1917-1921)
- Ukraine verte (en) (1917-1922, Mandchourie-Extérieure / Transcathay / Zelenyi Klyn/ Zakytaishchyna))
- République sibérienne (en) (1918) (Sibirskaya Respublika, Omsk)
- République d'Extrême-Orient (1920-1922)
- Ukraine orientale (1920)
- Bouriatie occidentale (1920), partie de la RSFSR
- Bouriatie orientale (1920), partie de la république d'Extrême-Orient

- République populaire de Tannou-Touva (1921-1944), Oblast autonome de Touva (1944-1961), République socialiste soviétique autonome de Touva (1961-1992), république de Touva (1992-présent)

- Oblast autonome bouriate-mongole (1921, RSFSR)
- Oblast d'Extrême-Orient (1922-1926)
- République socialiste soviétique autonome bouriate (1923-1990)

- République autonome de Bouriatie (1990-1992)
- République de Bouriatie (fédération de Russie, 1992-présent)
- Kraï de Transbaïkalie (2008-présent, capitale Tchita)

#### Sakkhaline, Kouriles
- Guerre russo-japonaise (1904-1905), traité de Portsmouth (1905) divisant l'île au 50ème parallèle Nord
- Le fort Mouravevskii, devenu ville de Korsakov, est remis au Japon, qui la renomme Otomari
- Préfecture de Karafuto (1907-1945, Japon)
- Oblast de Sakhaline (1909)
- Invasion soviétique de Sakhaline (1945), dans le cadre de la guerre soviéto-japonaise (1945), à la fin de la guerre du Pacifique (1941-1945)
- Évacuation japonaise de Karafuto et des îles Kouriles, évacuation du Mandchoukouo (1945)
- Invasion des îles Kouriles (1945, par la Russie)
- Contentieux relatif aux îles Kouriles
- Oblast de Sakhaline (1947)

### Et aujourd'hui?
De nombreuses régions sibériennes, particulièrement en Extrême-Orient, sont très peu développées. Bien que représentant 17 % du territoire, l'Extrême-Orient russe ne concentre que 6 % de la population du pays. Chaque année, elle perd en moyenne 17 000 habitants avec l'exode rural, mais le président russe Vladimir Poutine souhaite transformer la région en un El dorado, en ayant dit que pour lui, développer l'Extrême-Orient, c'est sa priorité pour le XXIe siècle. Il a mis en place la loi sur l'hectare extrême-oriental pour encourager les gens à venir s'y installer, et investit dans les infrastructures.
- Réchauffement climatique en Russie (en)

## Chronologie

### XVIesiècle: Khanat de Sibir

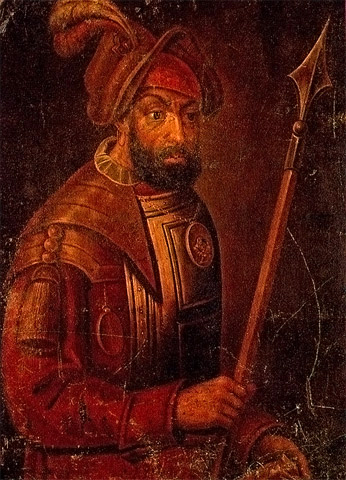
Ermak Timofeïévitch.

- 1581 (automne) - 1585 (été) : Campagne sibérienne de Ermak Timofeïevitch[2] ;
- 1582 : Conquête du Khanat de Sibir par Ermak Timofeïevitch[3];
- 1585 (été) : Mort de Ermak Timofeïevitch et de ses hommes lors d'une embuscade par les Tatars[4];
- 1586 : Vassili Soukine (ru) fonde Tioumen (la première ville russe de Sibérie), sur le site de l'ancienne capitale du khanat de Sibir[4] ;
- 1587 : Tobolsk est fondée sur l'Irtych, qui deviendra plus tard la « capitale de la Sibérie »[4] ;
- 1590 : Premier décret sur la colonisation de la population russe en Sibérie (35 « personnes arables » de l'ouïezd de Solvytchegodsk « avec leurs femmes et leurs enfants et avec tout le domaine » ont été envoyées pour s'installer en Sibérie)[5] ;
- 1593 : Fondation de Beriozovo[6] ;
- 1594 : Fondation de Sourgout et de Tara[7],[4] ;
- 1595 : Création d'Obdorsk[7] ;
- 1598 : Conquête de la Horde pie (en), fondation de Narym (ru)[4], fondation de Verkhotourié[8] ;
- 1598 : Bataille d'Irmen, conquête définitive du Khanat de Sibir[9].

### XVIIesiècle: Vers l'est

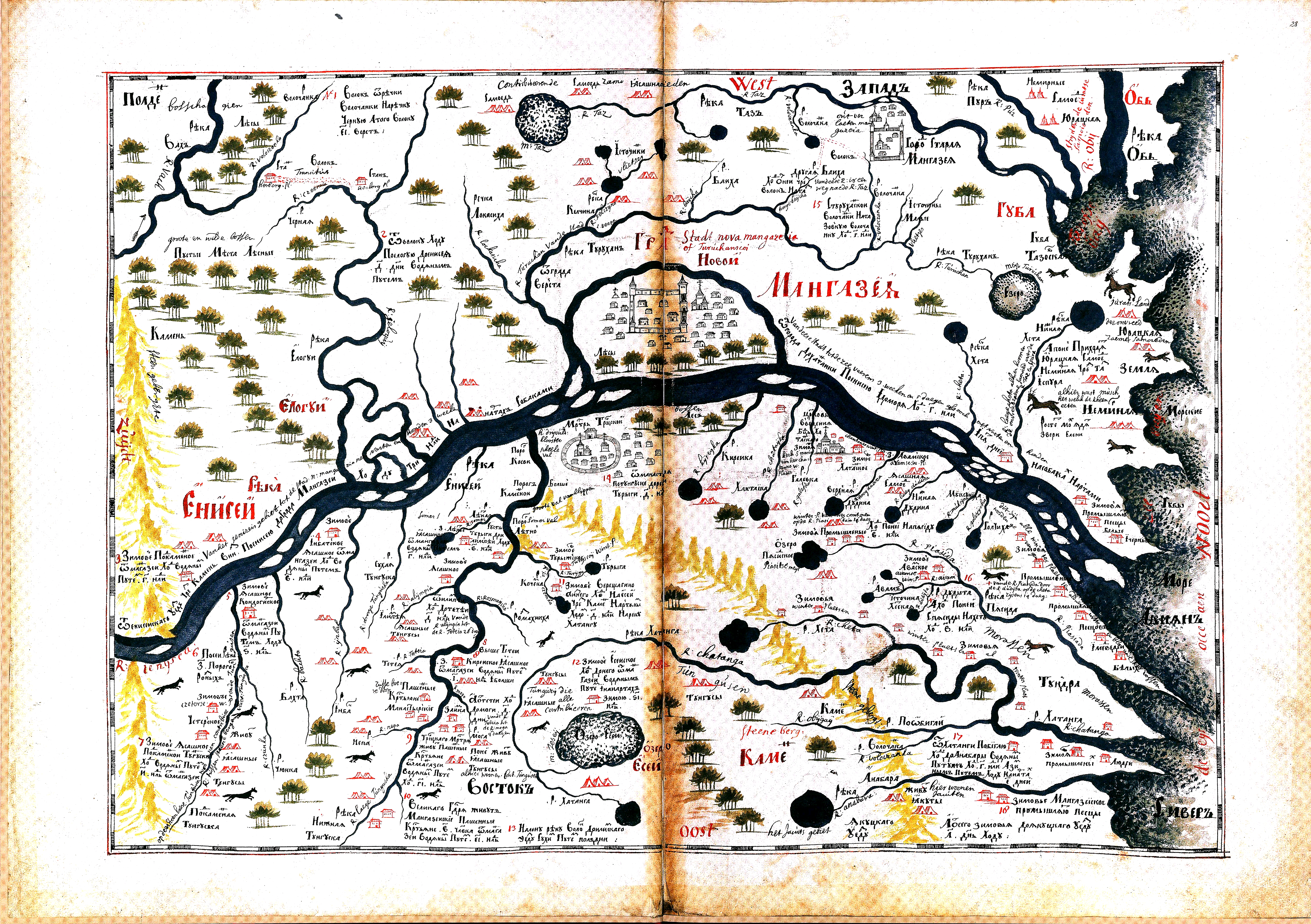
Carte de Mangazeïa et de ses environs vers la fin du XVII, établie par Semion Remezov.

- 1601 : Création de Mangazeïa sur le fleuve Taz (pour contrôler les Samoyèdes dont Nénètses de Sibérie occidentale)[4] ;
- 1604 : Tomsk a été fondée[8] comme un ostrog contre les Dzoungars et les Ienisseï kirghize[10] ;
- 1607 : Touroukhansk est fondée (la première ville sur le Ienisseï)[11], la conquête des Énètses ;
- Au plus tard en 1617 : une expédition inconnue et infructueuse au Taïmyr (découvertes dans la baie Simsa et les îles Thaddée (ru))[12] ;
- 1618 : Fondation de Kouznetsk, devenant pendant cent ans le fort le plus méridional russe de Sibérie[13] ;
- 1619 : Fondation de Ienisseïsk sur le Ienisseï[4] ;

Asie - Mongolie, 1636

- 1623 : Pianda atteint pour la première fois le fleuve Léna dans la région de Kirensk ;
- 1628 : Le voïvode Andreï Doubenski (ru) fonde Krasnoïarsk sur le Ienisseï[14], l'ostrog de Kansk est fondé[15] ;
- 1630 :Vassili Bougor (ru) fonde Kirensk sur la Léna, Ivan Galkine (ru) fonde la cabane d'hiver d'Ilimsk[16] ;
- 1630 : Campagne des Ienisseï kirghize contre Krasnoïarsk, ravageant la ville[15];
- 1631 : L'ataman Maksim Perfiliev fonde l'ostrog de Bratsk (ru) sur l'Angara[17], l'ostrog d'Oust-Kout (ru) est fondé ;

- 1632 : Piotr Beketov fonde Iakoutsk et Jigansk (ru)[16]. Deux ans plus tard, les Iakoutes ont vaincu le détachement cosaque d'Ivan Galkine sur la Léna et assiégé Iakoutsk. Une telle contre-attaque de la population locale était en grande partie due aux conflits entre les détachements cosaques (Mangazeïa et Ienisseï), qui étaient en conflit au sujet de la collecte du iassak ;
- 1633 : Ivan Rebrov (ru) découvre l'embouchure de la Léna et du Iana[18],[19];
- 1634 : les princes Bouriates incendient l'ostrog de Bratsk[17];
- 1638 : La voïvodie de Iakoutsk (ru) est établie, campagne de Posnik Ivanov (ru) dans la région de l'Indiguirka contre les Youkaguirs,avec la fondation de Verkhoïansk dans leurs terres[19] ;
- 1638 : Expédition de Piotr Golovine et du greffier Efim Filatov sur la rivière Léna pour construire un ostrog[20] ;
- 1639 : Dmitri Kopylov envoie un détachement sous le commandement d'Ivan Moskvitine dans la mer d'Okhotsk[19] ;
- 1641 : Fondation du fort d'Atchinsk par le détachement de Ia. Toukhatchevski après avoir pénétré profondément dans les terres kirghizes[15];
- 1643 : L'ataman Vassili Kolesnikov et le pentecôtiste Kourbat Ivanov atteignent le Baïkal[20], et Mikhaïl Stadoukhine la Kolyma[19] ;

- 1643 : Expédition de Vassili Poïarkov (qui commence le 15 juin 1943[21]) dans la région de l'Amour (Daourie), navigation sur l'Amour jusqu'à la mer d'Okhotsk[22] ;
- 1644-1645 : campagne des Cosaques contre les Bouriates dans la steppe de l'Angara (ru)[15] ;
- 1646 : expédition de Vassili Poïarkov : voyage de Iakoutsk à la mer d'Okhotsk[22] ;
- 1647 : les Russes arrivent à la mer d'Okhotsk[22],[16] ;
- 1648 : Simon Dejnev franchit le détroit de Béring, qui sépare l'Alaska de la Tchoukotka et découvre la partie la plus occidentale de l'Amérique du Nord[23];
- 1649 : Fondation en octobre de l'ostrog d'Anadyr (« Anadyrsk ») par Simon Dejnev[24] comme cabane d'hiver[25];Carte montrant les itinéraires des explorateurs sibériens.

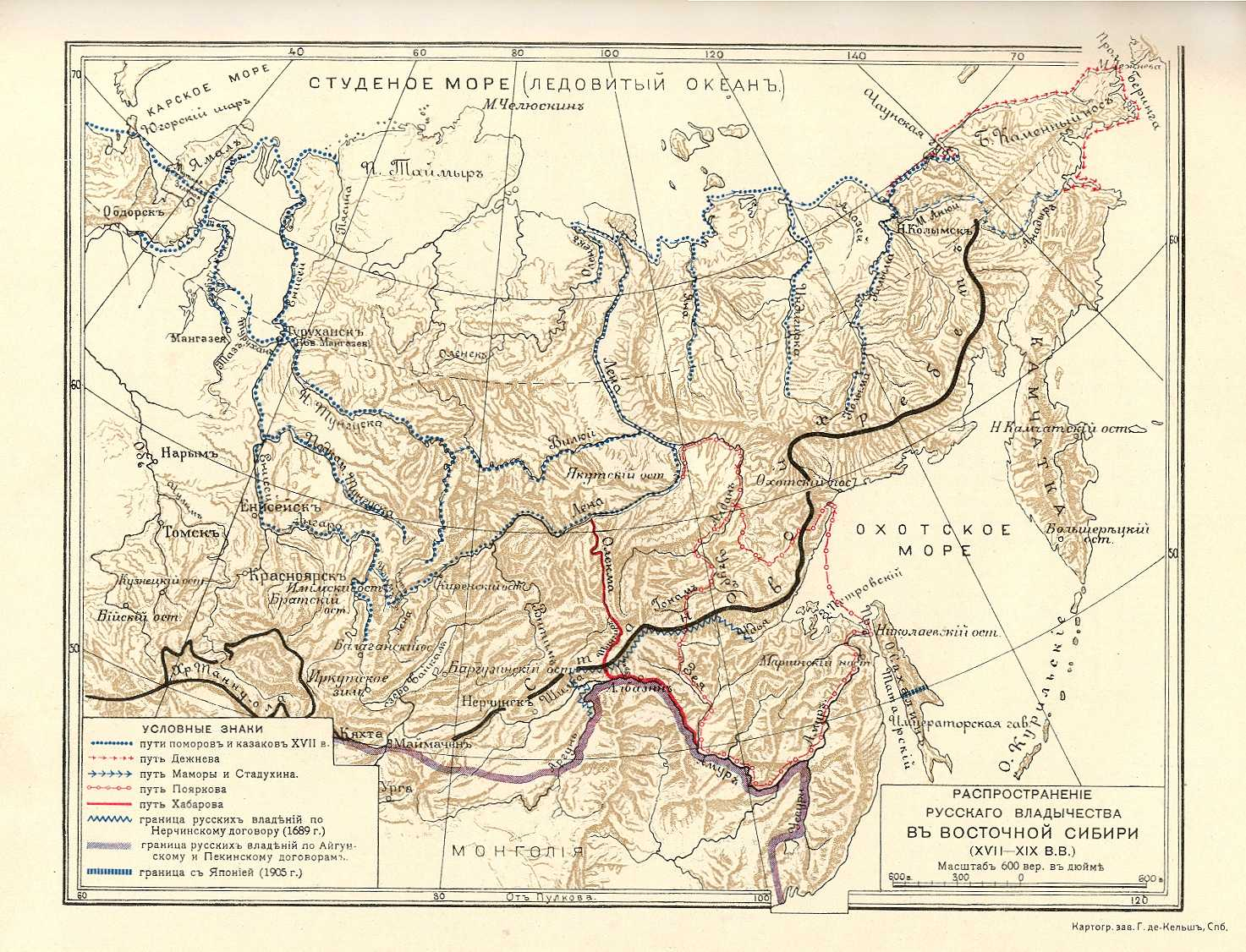
Carte montrant les itinéraires des explorateurs sibériens.

- 1648-1653 : Campagnes de Ierofeï Khabarov en Daourie[22] ;
- 1649 : Ivan Moskvitine fonde Okhotsk[16];
- 1649-1689 : Conflit frontalier Russo-Qing. La dynastie Qing ressort victorieuse, la Russie doit céder le pays de l'Amour, y compris Albazino, et tout territoire jusqu'aux monts Stavonoï au nord[26] ;
- 1652 : Bataille de l'ostrog d'Atchan (ru) ;
- 1653 : Tchita et Nertchinsk sont fondées en Transbaïkalie[20],[27] ;
- 1655 : Siège de l'ostrog de Koumar (ru) ;
- 1661 : Irkoutsk est fondé sur l'Angara par Iakhov Pokhabov (ru)[22] ;
- 1665 : Ostrog de Selenguinsk (ru) est fondé par Gavrila Lovtsov sur la Selenga ;
- 1665 : Fondation de l'ostrog d'Albazino groupe d'habitants rebelles du district d'Ilimsk, dirigé par le cosaque Nikifor de Tchernigov, qui proclama à Albazino une communauté cosaque libre[28],[29];
- 1666 : sur l'Ouda, à sa confluence avec la Selenga, la cabane d'hiver d'Ouda est fondée, plus tard l'ostrog d'Ouda (ru)[20] ;
- Mai 1667 : Échec du siège de Krasnoïarsk par les Ienisseï kirghizes et les Oïrats[30];
- 1673 : le détachement Khongoraï (ru) du prince Shanda Senchikeev brûle l'ostrog d'Atchinsk (ru) le 11 octobre 1673 (21 octobre dans le calendrier grégorien)[15] ;
- 1685 : Bataille d'Albazino (ru) ;
- 1686 : Tentative infructueuse de pénétrer dans la péninsule de Taïmyr menée par Ivan Tolstooukhov (ru): l'expédition a disparu[31] ;
- 1686-1687 : Seconde bataille d'Albazino (ru) ;
- 1688 : Siège de l'ostrog de Selenguinsk (ru) ;
- 1689 : Traité de Nertchinsk avec la Chine, qui règle le conflit frontalier Russo-Qing. La Russie cède le pays de l'Amour, et la frontière suit les rivières Argoun, Chilka, et les monts Stavonoï au nord[29] ;
- 1692 : Expédition de militaires russes contre les Ienisseï Kirghizes, la défaite de l'oulous de Touba (ru)[32]. Jusqu'à 700 Kirghizes ont été tués dans la bataille ;
- 1697-1698 : Annexion du Kamtchatka par l'expédition de Vladimir Atlassov[24] ;
- 1699 : Lors du retour à l'ostrog d'Anadyr, le détachement de Serioukov est détruit par les Tchouktches et les Koriaks.

### XVIIIesiècle: Kamtchatka, Tchoukotka, Alaska
- 1703-1715 : Soulèvement au Kamchatka contre les Russes, au cours duquel les ostrogs de Bolcheretsk et d'Aklansk (ru) ont été incendiées et environ 200 cosaques ont été tués; en 1705, les Koriaks détruisirent un détachement cosaque dirigé par Protopopov. En 1715, les Russes ont pris la plus grande colonie Koriak, Bolchoï Posad ;
- 1707 : Création du fort d'Abakan[32];
- 1709 : L'ostrog de Bikatoun (ru) est installé dans les contreforts de l'Altaï[32] ;
- 1710 : Les Dzoungars capturent l'ostrog de Bikatoun et l'incendient[32];
- 1711 : Danila Antsiferov découvre les îles Kouriles[33] ;
- 1712 : Révolte et meurtre de leurs chefs (Atlassov et Mironov) par les Cosaques au Kamtchatka[34] ;
- 1712 : Merkouri Vaguine découvre les îles de Nouvelle-Sibérie[35] ;
- 1713 : Création de l'ostrog de Tchaoussk (devenant par la suite Kolyvan)[32];
- 1716 : Création d'Omsk, création de l'ostrog de Berdsk[32] ;
- 1717-1718 : Fondation de l'ostrog des Saïan[32];
- 1730-1740 : Voyages en Tchoukotka. Expéditions militaires des détachements russes sous le commandement de Dmitri Pavloutski ;

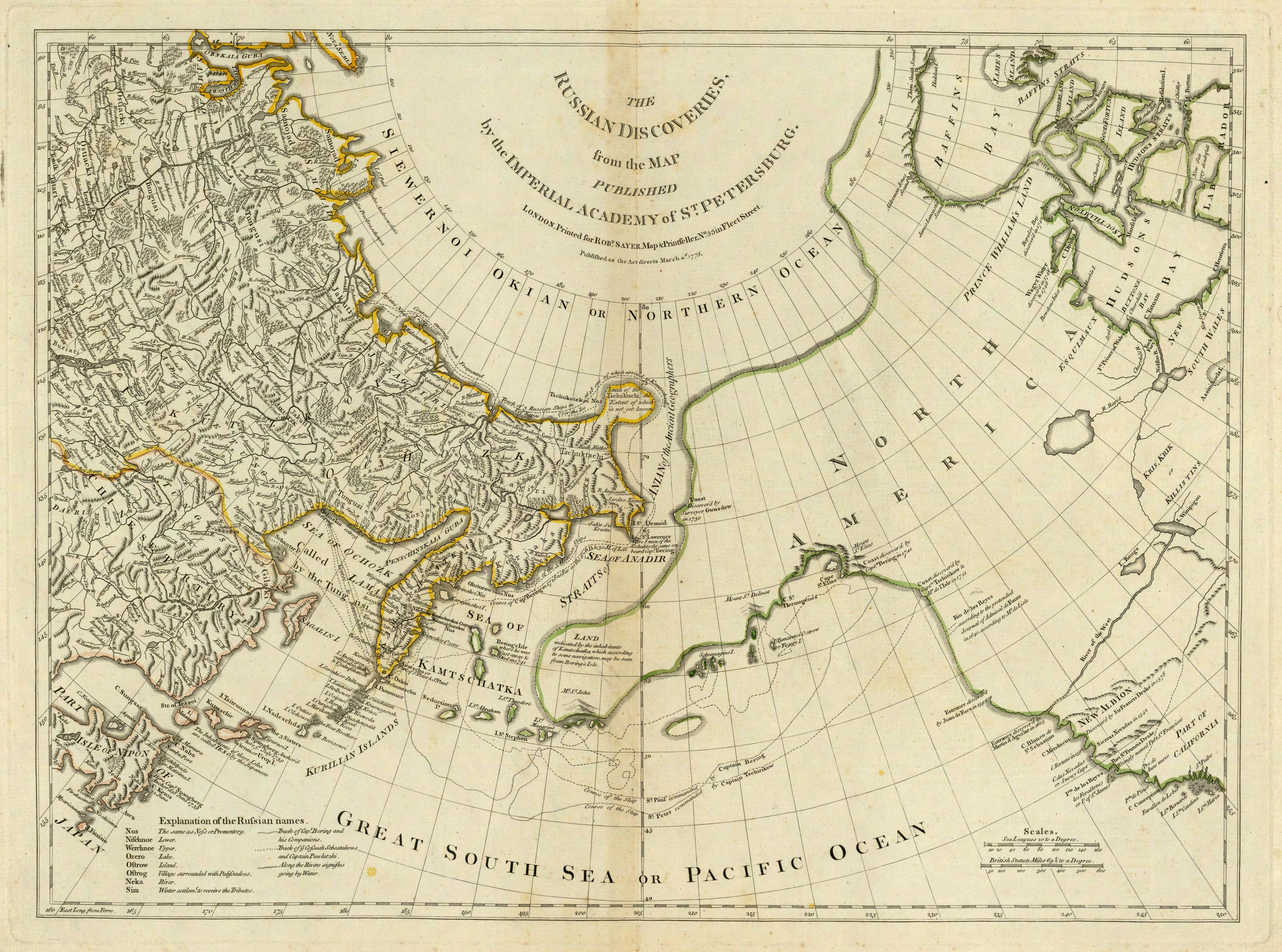
Cartographie de l'extrémité Nord Est de l'Asie par la Grande Expédition du Nord.

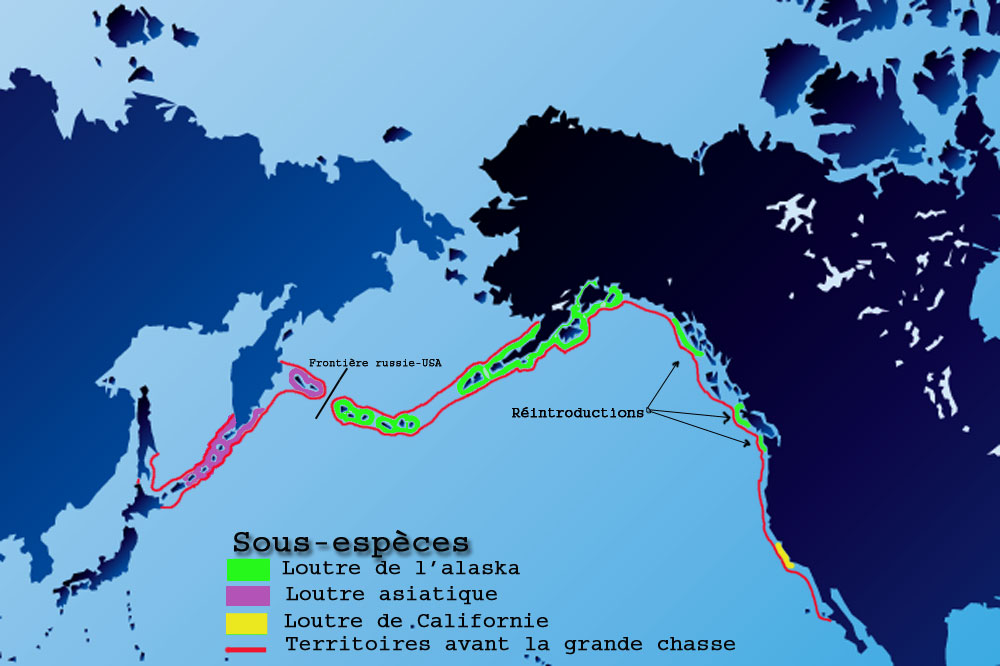
Carte des espèces de loutre de mer chassées

- 1732 : Début de la colonisation de l'Alaska, et de l'Amérique russe (1741-1867)
- 1733-1743 : Grande expédition du Nord pour explorer la côte sibérienne de l'océan Arctique (Khariton Laptev, Semion Tcheliouskine): le Taimyr désert a été exploré , les montagnes de Byrranga et le cap Tcheliouskine (la pointe nord de la Sibérie) ont été découverts ;
- 1740 : Fondation de Petropavlovsk-Kamtchatski[27] ;
- 1747 : Les Tchouktches détruisent le détachement de l'ostrog d'Anadyr[36] ;
- 1748-1755 : Sept campagnes militaires contre les Tchouktches ;
- 1752 : Fondation de l'ostrog de Guijiguinsk (ru)[27] ;
- 1753 : Siège par les Koriaks de l'ostrog de Guijiguinsk ;
- 1756 : Adhésion (à la demande des Altaïens[a]) du Haut-Altaï à l'Empire russe, le 24 mai 1756 (4 juin dans le calendrier grégorien)[37] ;
- 1778 : Annexion définitive de la Tchoukotka grâce à un traité de paix entre les Tchouktches et les Russes. Catherine II reconnaît les Tchouktches comme ses sujets. Ils furent exonérés du tribut pendant 10 ans et conservèrent une totale indépendance dans les affaires intérieures[38].

### XIXesiècle: Vers la mer du Japon
- 1822 : Réformes sibériennes de Mikhaïl Mikhaïlovitch Speranski[39];
- 1854 : Siège de Petropavlovsk pendant la guerre de Crimée. L'empire britannique et l'empire français sont vaincus par les Russes[40] ;
- 1855 : Traité de Shimoda ; Accord avec le Japon, selon lequel les Kouriles du Sud ont été cédés au Japon tandis que les Kouriles du Nord reviennent à la Russie, et Sakhaline est restée une possession commune ;
- 1856 : Fondation de Blagovechtchensk ;
- 1858 : Traité d'Aïgoun avec la Chine, annexion de la région de l'Amour à la Russie[41] ;
- 1858 : Fondation de Khabarovsk[42] ;
- 1860 : Convention de Pékin ; annexion du Primorié à la Russie[41] ;
- 1860 : Fondation de Vladivostok[41] ;
- 1875 : Traité de Saint-Pétersbourg avec le Japon ; passage de Sakhaline vers la Russie, les îles Kouriles vers le Japon[43] ;Transsibérien le long de la Suifen (ici au niveau du volcan Baranovski).

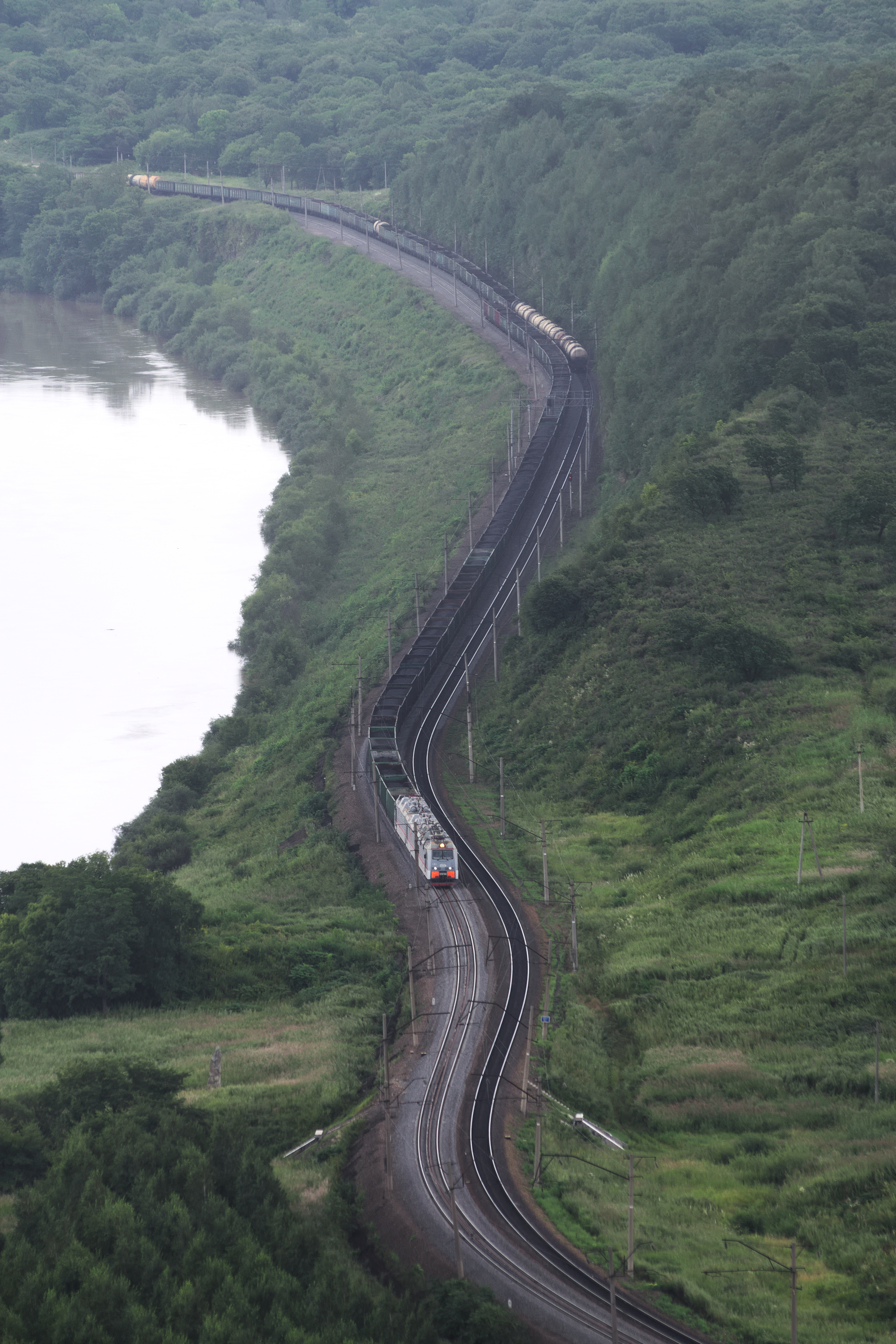
Transsibérien le long de la Suifen (ici au niveau du volcan Baranovski).

- 1891 : Début de la construction du Transsibérien[44].

### XXesiècle: Jusqu'aux extrémités
- 1904-1905 : Guerre russo-japonaise; défaite des russes, la Mandchourie ne sera pas russe[44] ;
- 1911 : Découverte de l'île Wrangel par l'expédition hydrographique (en) de Boris Vilkitski[45] ;
- 1913 : Boris Vilkizki découvre la Terre du Nord[46],[47];
- 1914 : Le Tannu Uriankhai devient un protectorat russe[48] ;
- 1916 : Achèvement du pont de Khabarovsk, le Transsibérien est achevé le 18 octobre 1916 (31 octobre dans le calendrier grégorien), de Moscou-Iaroslavl à Vladivostok[49] ;
- 1917 : Après la révolution d'Octobre et le renversement du gouvernement tsariste, les colonies et territoires russes en Sibérie sont repris par le nouveau gouvernement soviétique, avant que la guerre civile n'éclate ;
- 1926 : l'URSS annexe la Terre François-Joseph[50] ;
- 1944 : Annexion du Tannou-Touva dans la RSFS De Russie[51].

## Les problématiques liées à la conquête
L'évolution territoriale de la Russie, d'abord de l'empire russe, ensuite de l'empire soviétique, relève d'un nationalisme expansionniste, le nationalisme russe, l'impérialisme russe. Par certains aspects, il relève d'une stratégie de défense de la Russie centrale autour de la grande-principauté de Moscou (plateau central de Russie) contre les attaques extérieures périphériques (suédoises, baltes, lituaniennes, polonaises, turco-mongoles), et, par la suite, de colonialisme interne avec russification des populations non-russes ou non-slaves.
La conquête militaire (de la Sibérie comme de tout autre territoire) est liée à des technologies, économie, politique, voire géopolitique, de prédation de chasseur-cueilleur (gibier, poissons, fourrure), au sens d'exploitation maximale des ressources, d'abord animales, puis des populations locales (ou importées) à soumettre pour développer l'extractivisme à destination des industries et économies centrales, comme dans toute forme connue de colonisation.
La plupart des populations qui en ont les moyens cherchent à échapper à la soumission, par la fuite ou la résistance. Certaines finissent par accepter, par intérêt d'abord de survie de leur groupe humain. Vers 1600, les populations autochtones de l'ensemble sibérien seraient selon des estimations au nombre de 217 000 individus, au mieux de 300 000. Vers 1700, le nombre de Russes présents en Sibérie dépasse ce nombre.
La conquête relève du suprémacisme, ici de slavophilisme (façon L'Épopée slave), de panslavisme, d'eurasisme : un certain antioccidentalisme est une  tentative de réponse à une occidentalisation réputée contrainte.
La russification peut être considérée comme une longue tentative d'assimiler, par la force ou la persuasion, et d'abord linguistiquement, des peuples non russes dans un grand empire. La question serait de disposer des données suffisantes pour parler de génocide culturel et/ou de linguicide, dû à la russification et/ou au communisme (tel que vécus en Grande Russie), avec sédentarisation et collectivisation.

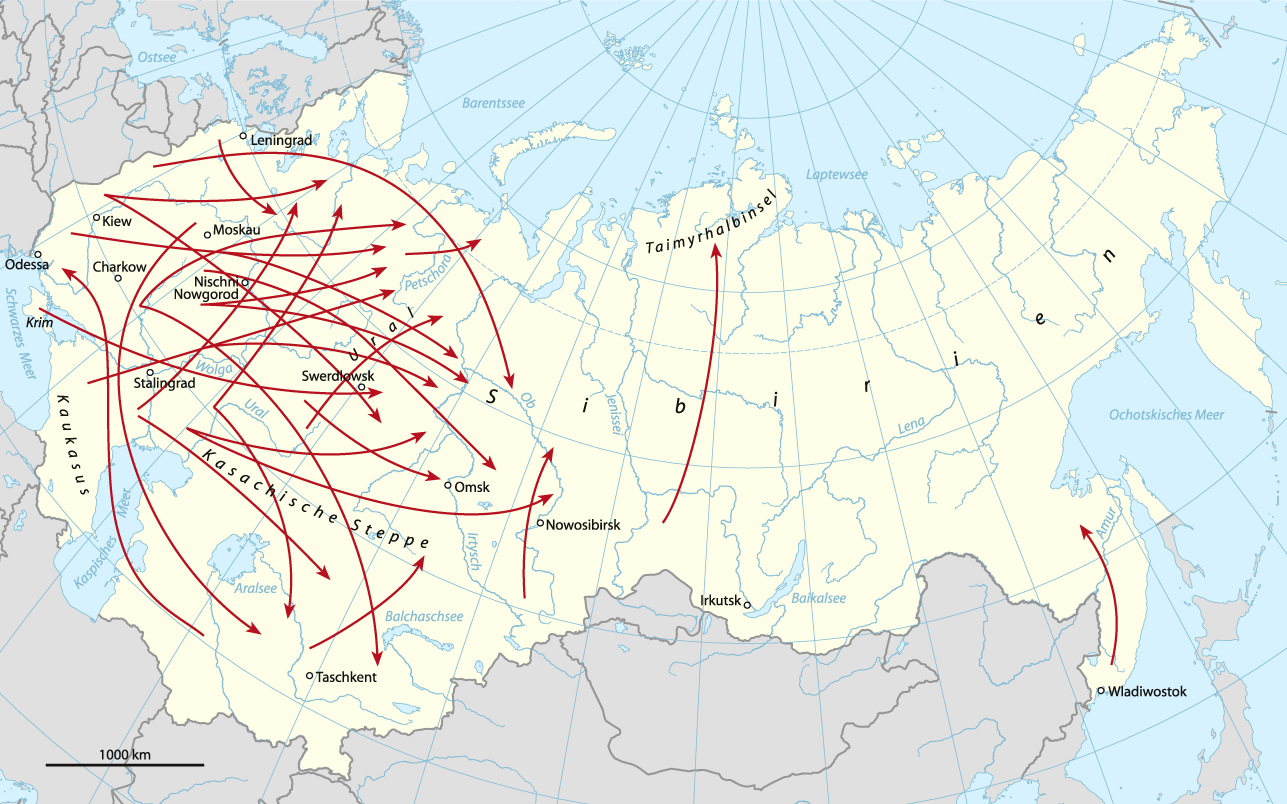
Carte de la dékoulakisation

Les années 1920-1930 connaissent une phase d'indigénisation (korenizatsia), conformément à la déclaration des droits des peuples de Russie (en) (1917, « l'égalité et la souveraineté des peuples de Russie »), avec latinisation en Union soviétique, afin de lutter contre le chauvinisme grand-russe. 
Dès 1930-1932, le mouvement s'inverse : russification, soviétisation, cyrillisation en Union soviétique (en), athéisme d'État, collectivisation, déportation des peuples en URSS... La dékoulakisation (1930-1933) est également à l'origine d'importants transferts de populations (déportation).
Parmi les populations impactées par la russification, les Kalmouks (déportation des Kalmouks (en)) et les Komis (histoire des Komis).
La dérussification d'après 1990 (mais déjà dans les années 1900-1920), dans plusieurs républiques désormais indépendantes de la Russie (ou de la CEI) s'accompagne de russophobie, voire d'antislavisme, mais aussi d'anticommunisme, au moins dans les pays baltes. Les divers musées de l'occupation soviétique (Tbilissi, Kiev, Riga, Tallinn, Vilnius, etc.) confirment ou approfondissent le Livre noir du communisme (1997).

### La question de la colonisation
Chaque installation de garnison militaire impose l'organisation d'un système fiable de ravitaillement, donc de bonnes relations avec les populations locales ou l'implantation de fermes de colons russes ou assimilés.
L'abolition du servage de 1861, puis les réformes agraires (1906-1911) de Piotr Stolypine (1862-1911), dont l'abolition du mir, permettent de favoriser l'émigration de paysans vers les zones conquises et sous-peuplées d'Asie centrale et de Sibérie méridionale.
Les populations russes (ou assimilables, en tant que slaves orientaux) qui ont vécu en Sibérie, de manière voulue ou contrainte (colonies spéciales en Union soviétique (en)), ont développé une mentalité de "Russes de Sibérie", par opposition au centralisme de Moscou (tsariste au départ), un peu comme des pionniers de la possibilité d'un nouveau monde russe d'Asie.
Les Cosaques mériteraient une histoire plus complète, comme fondateurs ou formateurs de la Sibérie moderne : décosaquisation.
Une histoire plus complète des peuples turciques honorerait la turcologie, en dehors des travaux en langues turciques ou au moins en turc.
Enfin, serait bienvenue toute une histoire (et une archéologie) de la Sibérie comme lieu d'exil, relégation et déportation (bagne, travaux forcés, goulag).

### Y-a-t-il eu des génocides?
La Russie des origines était multi-ethnique : colonisation slave du nord-est de la Russie, langues balto-slaves, langues baltes, langues finno-ougriennes, peuples finno-ougriens. Il en va de même pour la communauté des États indépendants (1991, CEI), qui remplace en partie l'URSS.
La Russie contemporaine est encore un pays multiethnique : liste de groupes ethniques en Russie (en), liste des peuples autochtones mineurs de Russie (en), groupes ethniques en Russie (en), peuples indigènes de Sibérie, populations de Sibérie et de l'Extrême-Orient russe.
Ce ne sont pas forcément les mêmes ethnies, ou au moins transformées : petits peuples du Nord de la Russie, liste des peuples autochtones disparus de Russie (en), liste des langues menacées en Russie (en).
Bien avant la conquête russe, la coexistence des groupes humains (peuples, ethnies) s'est faite au moins autant dans la confrontation (pour l'exclusivité des territoires de chasse-pêche-cueillette) que dans la collaboration (partage, échange).
La conquête russe-cosaque de la Sibérie est une suite de conflits de populations, ce qui entraîne également des massacres de masse, la diffusion d'alcools, et la propagation de maladies, dont la variole, à propagation rapide, défigurante pour les survivants. Autant de motifs de démoralisation de populations infériorisées.
Le génocide culturel a pu être une tentation et/ou une conséquence. L'assimilation culturelle en est une autre, tout aussi peu effective.
Pour la seule Amérique russe (1732/1741-1867), dont la phase colonisation russe de l'Amérique (côte Pacifique Ouest, ruée vers la fourrure en Californie (en)), on dispose de quelques éléments, dont le massacre d'Awa'uq (1784) et la bataille de Sitka (1804),,
,
globalement du fait des promychlenniki, commerçants russes en traite de la fourrure maritime et/ou leurs sous-traitants.

## Dans les arts et la culture

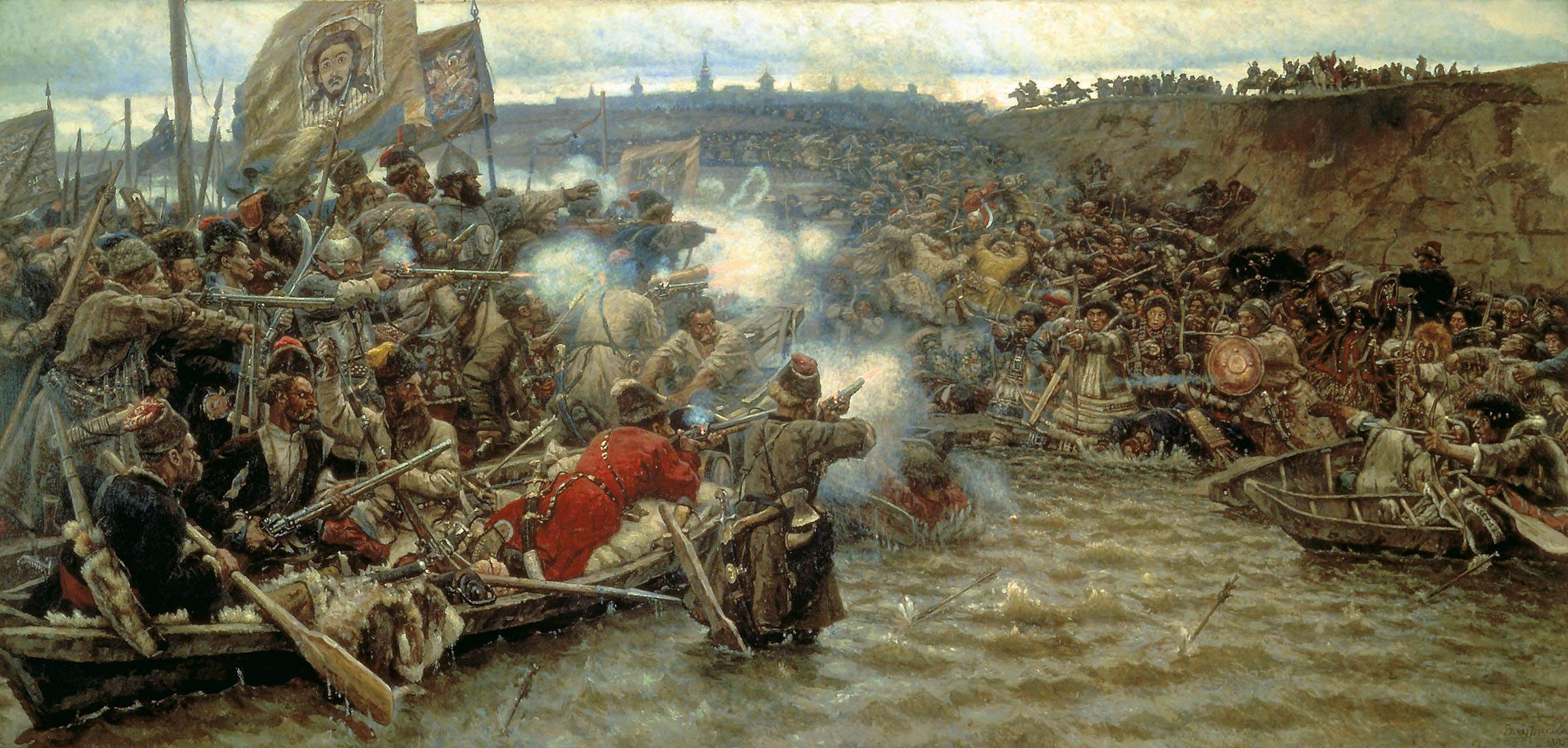
Vassili Sourikov, La conquête de la Sibérie par Ermak (1895)

La Société russe de géographie (1845-) a su encourager les explorateurs russes de la Sibérie, dont Nikolaï Prjevalski (1839-1888), Piotr Kouzmitch Kozlov (1863-1935), Vladimir Arseniev (1872-1930), Alexandre von Staël-Holstein (1877-1937).
L'orientalisme est une tendance forte en littérature, peinture et musique (Groupe des Cinq) russes : orientalisme russe (en).
- Dersou Ouzala (livre) (1921), Dersou Ouzala (en) (1849-1908)

De la richesse culturelle des populations de Sibérie témoignent différentes collections de différents musées russes, dont
- Collection sibérienne (au Musée de l'Ermitage)
- Musée d'ethnographie et d'anthropologie de l'Académie des sciences de Russie (1727)
- Musée-réserve d'État unifié de l'histoire de l'Extrême-Orient Vladimir K. Arseniev (1890)
- Institut d'anthropologie et d'ethnologie Mikloukho-Maklaï (1933)
- Musée russe d'Ethnographie (1902)

#### Ouvrages français
- Maurice Courant, La Sibérie, colonie russe jusqu'à la construction du Transsibérien, Paris, Librairie Félix Alcan, 108 boulevard Saint-Germain, 6e arrondissement de Paris, 1920 (lire en ligne)
- François-Xavier Coquin, La Sibérie, Peuplement et immigration paysanne au XIXe siècle, 1969, Paris, Institut d'Etudes slaves, 789 pages ;
- Éric Hoesli (préf. Erik Orsenna), L'épopée sibérienne: La Russie à la conquête de la Sibérie et du Grand Nord, Genève, Coédition Syrtes/Paulsen, 15 mars 2018, 822 p. (ISBN 978-2940523702)
- Yves Gauthier et Antoine Garcia, L'Exploration de la Sibérie, Paris, Actes Sud, 1996, 470 p. (ISBN 978-2-7427-0884-0, présentation en ligne), Paris, Transboréal, 2014, rééd. 2018, prix du livre d’histoire François-Millepierres de l’Académie française

#### Ouvrages anglais
- (en) Gerhard Friedrich Müller, Conquest of Siberia: By the Chevalier Dillon, and the History of the Transactions, Wars, Commerce, & C ... Between Russia and China, from the Earliest Period, 1843, 153 p. (lire en ligne)
- (en) William Bruce Lincoln, The Conquest of a Continent: Siberia and the Russians, Cornell University Press, 2007, 500 p. (ISBN 978-0-8014-8922-8, lire en ligne)
- (en) Basil Dmytryshyn, « Russian Expansion to the Pacific, 1580-1700 : A Historiographical Review », Slavic Studies,‎ 1980 (résumé, lire en ligne)
- (en) Jonathan Noah Adsit, From Orthodoxy to Enlightenment: Discourse, Territory, and Settler Colonialism in Siberia, 1670-1740, University of Wisconsin-Milwaukee, mai 2022, 137 p. (présentation en ligne, lire en ligne)
- Série The Cambridge History of Russia :
  - (en) Maureen Perrie (Université de Birmingham), The Cambridge History of Russia, vol. 1 : From Early Rus’ to 1689, Cambridge University Press, 2006 (ISBN 978-0-521-81227-6, lire en ligne). 
  - (en) Dominic Lieven (London School of Economics and Political Science), The Cambridge History of Russia, vol. II : Imperial Russia, 1689-1917, Cambridge University Press, 2006, 806 p. (ISBN 978-0-521-81529-1, lire en ligne). 
  - (en) Ronald Grigor Suny (Université du Michigan et Université de Chicago), The Cambridge History of Russia, vol. III : The Twentieth Century, Cambridge University Press, 2006, 883 p. (ISBN 978-0-521-81144-6, lire en ligne)

#### Ouvrages traduits depuis le russe
- Youri Semionov (trad. Maurice Ténine), La conquête de la Sibérie du IXe au XIXe siècle, Payot, 1er janvier 1938
- Vassili Peskov (trad. Yves Gauthier), Ermites dans la taïga, Paris, Actes Sud, Sélection du Reader's Digest, 1992 (ISBN 978-2-86869-813-1)

Vladimir Arseniev
- 1921 : La Taïga de l'Oussouri - Mes expéditions avec le chasseur gold Derzou (По Уссурийскому Краю), 1er livre de la trilogie Dersou OuzalaPremière publication en France en 1939[56] - Traduit du russe par le prince Pierre P. Wolkonsky ; Paris : Éditions Payot, 313 p.

- 1923 : Vladimir Arseniev, Dersou Ouzala : la Taïga de l'Oussouri (Дерсу Узала Из воспоминаний о путешествиях по Уссурийскому краю в 1907 г. Владивосток)  Première publication en France en 1977, traduit par Pierre P. Wolkonsky, Paris : Éditions Pygmalion, 313 p. la réédition en 2007 est la réédition de l'ouvrage de 1939, présentation, glossaire, bibliographie et cartographie par Michel Jan, Paris : Éditions Payot et Rivages, collection : Petite bibliothèque Payot : voyageurs no 624, 395 p.  (ISBN 978-2-228-90177-2), la traduction de Yves Gauthier remportant le Prix Russophonie 2021 (Editions Transboréal)  (ISBN 2361573040)

- 1937 : Aux confins de l'Amour (В горах Сихотэ-Алиня), œuvre posthume, troisième livre de la trilogie Dersou OuzalaPremière publication en France 1994[57], traduit par Antoine Garcia et Yves Gauthier ; Arles : Actes Sud, collection : Terres d'aventure, 231 p.  (ISBN 2-7427-0230-X).

#### Ouvrage russe
- (ru) Alexandre Stanislavovitch Khromykh, История Сибири (конец XVI – начало XVIII века) [« Histoire de la Sibérie (fin XVIe – début XVIIIe siècles) »], Université pédagogique d'État de Krasnoïarsk, Krasnoïarsk,‎ 2014, 320 p. (ISBN 978-5-85981-727-6, lire en ligne).
- (ru) Nikolaï Borissovitch Vakhtine, К истории изучения Сибири и Севера в социальном аспекте [« Sur l'histoire de l'étude de la Sibérie et du Nord sous l'aspect social »], Saint-Pétersbourg, Université européenne de Saint-Pétersbourg,‎ 2020, 68 p. (lire en ligne [PDF]).